# Ахматова, Анна Андреевна
А́нна Андре́евна Ахма́това (при рождении Го́ренко, по первому мужу Го́ренко-Гумилёва, после развода взяла псевдоним-фамилию Ахма́това, по второму мужу Ахма́това-Шиле́йко, после развода Ахма́това; 11 [23] июня 1889, Одесса, Херсонская губерния — 5 марта 1966, Домодедово, Московская область) — русская и советская поэтесса. Член Союза писателей СССР (1939). Была номинирована на Нобелевскую премию по литературе (1965 и 1966).
Ставшая классиком русской поэзии, Ахматова подвергалась замалчиванию, цензуре и преследованиям (постановление ЦК ВКП(б) 1946 года не было отменено при её жизни), многие произведения не были опубликованы на родине не только при жизни автора, но и спустя более двух десятилетий после её смерти. В то же время имя Ахматовой ещё при жизни окружала слава среди почитателей поэзии как в СССР, так и в эмиграции.
Одно из наиболее значительных произведений Ахматовой — поэма «Реквием», в которой отражено горе жён и матерей «врагов народа». Первые две главы поэмы были написаны в 1934—1935 годах, 3—7-я главы — в 1936—1943 годах, остальные — дорабатывались на протяжении будущих двадцати лет, когда саму Ахматову исключили из Союза писателей СССР. Сама поэма долгое время не публиковалась, выходила в самиздате, в свет она вышла в середине 1980-х годов.

## Биография
Анна Андреевна Горенко (Ахматова) родилась в районе Большой Фонтан на окраине Одессы 11 июня 1889 года в семье потомственного дворянина, инженера-механика флота в отставке Андрея Антоновича Горенко (1848—1915), ставшего после переезда в столицу коллежским асессором, чиновником для особых поручений Госконтроля. Она была третьей из шести детей. Её мать, Инна Эразмовна Стогова (1856—1930), состояла в отдалённом родстве с Анной Буниной. В одной своей черновой записи Анна Ахматова записала:
«…В семье никто, сколько глаз видит кругом, стихи не писал, только первая русская поэтесса Анна Бунина была тёткой моего деда Эразма Ивановича Стогова…».
Женой деда была Анна Егоровна Мотовилова — дочь Егора Николаевича Мотовилова, женатого на Прасковье Федосеевне Ахматовой; её девичью фамилию и избрала Анна Горенко в качестве литературного псевдонима, создав образ «бабушки-татарки», которая, якобы, происходила от ордынского хана Ахмата — так как множество русских родов имели ордынское (татарское) происхождение. К этому выбору оказался причастен отец Анны: узнав о поэтических опытах семнадцатилетней дочери, он попросил не срамить его имени.
В 1890 году семья переехала сначала в Павловск, а в 1896 году — в Царское Село, где в 1899 году Анна Горенко стала ученицей Мариинской женской гимназии. Каждое лето вплоть до 1903 года она проводила под Севастополем, где, по её собственным словам:
Я получила прозвище «дикая девочка», потому что ходила босиком, бродила без шляпы и т.д., бросалась с лодки в открытое море, купалась во время шторма, и загорала до того, что сходила кожа, и всем этим шокировала провинциальных севастопольских барышень.
Вспоминая детство, Ахматова писала:
Мои первые воспоминания — царскосельские: зелёное, сырое великолепие парков, выгон, куда меня водила няня, ипподром, где скакали маленькие пёстрые лошадки, старый вокзал и нечто другое, что вошло впоследствии в «Царскосельскую оду».
 Каждое лето я проводила под Севастополем, на берегу Стрелецкой бухты, и там подружилась с морем. Самое сильное впечатление этих лет — древний Херсонес, около которого мы жили.А. Ахматова. Коротко о себе
Ахматова вспоминала, что училась читать по азбуке Льва Толстого. В пять лет, слушая, как учительница занималась со старшими детьми, она научилась говорить по-французски, в 10 лет прочитала всю «Войну и мир» и «Анну Каренину». В Петербурге будущая поэтесса застала «краешек эпохи», в которой жил Пушкин; при этом запомнился ей и Петербург «дотрамвайный, лошадиный, конный, коночный, грохочущий и скрежещущий, завешанный с ног до головы вывесками». Как писал Н. Струве, «Последняя великая представительница великой русской дворянской культуры, Анна Ахматова в себя всю эту культуру вобрала и претворила в музыку». Вскоре она встретила будущего избранника — Николая Гумилёва.

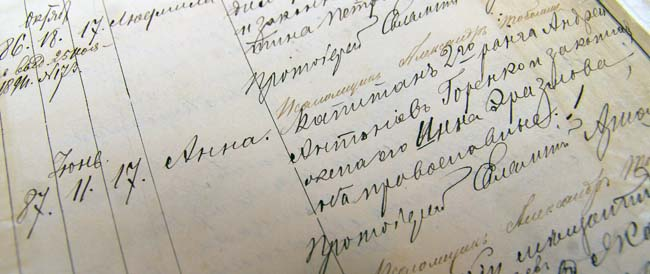
Запись в метрической книге о рождении Анны Ахматовой. Одесский гос. архив

Свои первые стихотворения она опубликовала в 1911 году («Новая жизнь», «Gaudeamus», «Аполлон», «Русская мысль»). В молодости примыкала к акмеистам (сборники «Вечер», 1912, «Чётки», 1914). Характерными чертами творчества Ахматовой можно назвать верность нравственным основам бытия, тонкое понимание психологии чувства, осмысление общенародных трагедий XX века, сопряжённое с личными переживаниями, тяготение к классическому стилю поэтического языка.
В 1914—1916 годах у неё не было своего угла; только в 1916 году Ахматова купила свою первую квартиру — на Литейном проспекте. В 1924—1937 годах она живёт на набережной Фонтанки во флигеле Шереметьевского дворца. В блокаду жила в Ленинграде, в 1941 году выехала в эвакуацию в Ташкент. После Второй мировой войны — на улице Шпалерной до конца жизни.

#### Хронология

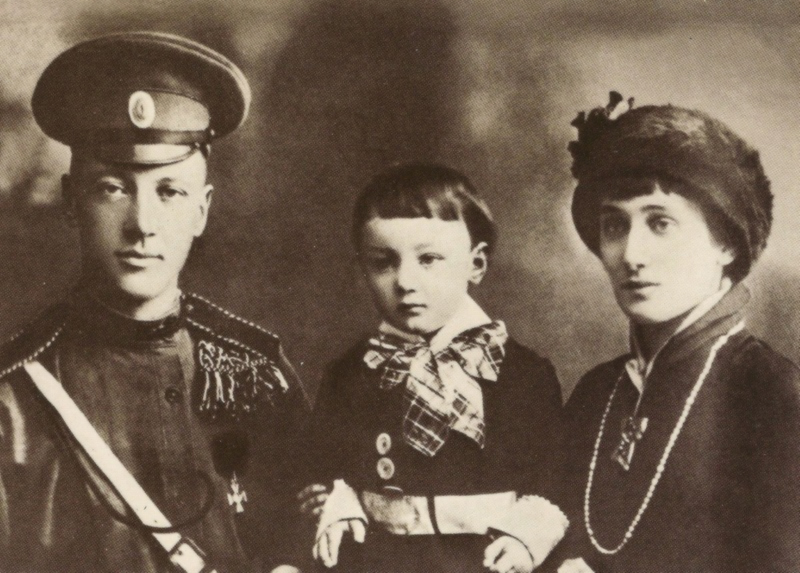
Анна Ахматова с мужем Н. С. Гумилёвым и сыном Львом

- 1900—1905 — учёба в Царскосельской женской гимназии, затем год в Евпаторийской женской гимназии[30].
- 1906—1907 — учёба в Киевской Фундуклеевской гимназии. Среди преподавателей — будущий известный философ Густав Шпет[31], математик Юлий Кистяковский.
- 1908—1910 — учёба на Киевских высших женских курсах и на Высших женских историко-литературных курсах Н. П. Раева в Петербурге. Первое стихотворение написала в 11 лет[32]. Отец запретил подписывать стихи фамилией Горенко, и она взяла девичью фамилию прабабушки по женской линии Прасковьи Федосеевны Ахматовой (в замужестве — Мотовиловой), умершей в 1837 году. По отцу Прасковья Федосеевна происходила из старинной дворянской фамилии князей Чагадаевых, известных с XVI века, по матери — из старинного татарского рода Ахматовых, обрусевшего в XVII веке.
- 1910 — 25 апреля вышла замуж за Николая Гумилёва, познакомилась Ахматова в Севастополе в 1903 году, с венчанием в Николаевской церкви села Никольская слободка, в предместье города Киева.
- 1910—1912 — дважды была в Париже, путешествовала по Италии с мужем, Николаем Гумилёвым. Впечатления от этих поездок, от знакомства в Париже с Амедео Модильяни оказали заметное влияние на творчество поэтессы.
- 1911 — первые публикации под именем «Анна Ахматова» (ранее, в 1907, за подписью «Анна Г.» Гумилёв опубликовал в Париже её стихотворение «На руке его много блестящих колец…» в издававшемся им журнале «Сириус». Журнал успеха не имел и почти сразу прекратил своё существование[33]).
- 1912
  - в марте вышла первая книга — сборник «Вечер», в издании «Цеха поэтов» тиражом 300 экземпляров.
  - 1 октября родился сын — Лев Николаевич Гумилёв.
- 1914 — весной впервые вышли «Чётки» в издательстве «Гиперборей» немалым по тем временам тиражом[источник не указан 3039 дней][34] в 1000 экземпляров. До 1923 года книга выдержала ещё 8 переизданий.
- 1917 — третья книга, «Белая стая», вышла в издательстве «Гиперборей» тиражом в 2000 экземпляров. Переживания Ахматовой по поводу революции отражены в стихотворении «Мне голос был».
- 1918 — в августе состоялся развод с Гумилёвым. Вышла замуж за учёного-ассириолога и поэта Владимира Шилейко.
- 1921 — в апреле в издательстве «Петрополис» вышел сборник «Подорожник» тиражом в 1000 экземпляров.
  - лето — рассталась с В. К. Шилейко.
  - в ночь с 3 на 4 августа арестован, а затем, через три недели, расстрелян Николай Гумилёв.
  - в октябре свет увидел пятую книгу «Anno Domini MCMXXI» (с лат. — «В лето Господне 1921») в издательстве «Петрополис».
- 1922 — стала женой, без официальной регистрации брака, искусствоведа Николая Пунина[35]:166.
- С 1923 по 1934 год практически не печаталась. По свидетельству Л. К. Чуковской («Записки об Анне Ахматовой») многие стихотворения тех лет были утеряны в переездах и во время эвакуации. Сама Ахматова в заметке «Коротко о себе» в 1965 году писала:

«С середины 20-х годов мои новые стихи почти перестали печатать, а старые — перепечатывать».

- 1924 — поселилась в «Фонтанном доме» с Николаем Пуниным.
- 8 июня 1926 — оформлен развод с Владимиром Шилейко, собиравшимся вступить во второй брак с В. К. Андреевой. При разводе впервые официально получила фамилию Ахматова (ранее по документам носила фамилии своих мужей)[35]:229.
- 22 октября 1935 — арестованы, а через неделю освобождены Николай Пунин и Лев Гумилёв.
- 1938 — арестован и приговорён к 5 годам исправительно-трудовых лагерей сын — Лев Гумилёв.
  - рассталась с Николаем Пуниным.
- 1939 — принята в Союз советских писателей.
- Декабрь 1934 — написаны первые 3 главы «Реквиема».
- 1935—1938 и январь 1939 — март 1940 — написана поэма «Реквием».
- 1940 — новый, шестой сборник: «Из шести книг». В это время Ахматова находится под наблюдением НКВД, предположительно, его осуществляет близкая подруга поэтессы Софья Островская[36].
- 1941 — войну встретила в Ленинграде. 28 сентября по настоянию врачей была эвакуирована сначала в Москву, затем в Чистополь, недалеко от Казани, оттуда через Казань в Ташкент. В Ташкенте вышел сборник её стихотворений.
- 1944 — 31 мая Анна Ахматова в числе первых вернулась из эвакуации в Ленинград.
  - лето — разрыв отношений с Владимиром Гаршиным.
- 1946 — Постановление Оргбюро ЦК ВКП(б) о журналах «Звезда» и «Ленинград» от 14 августа 1946 года[37], в котором резкой критике подвергалось творчество Анны Ахматовой и Михаила Зощенко. Оба они были исключены из Союза советских писателей[~ 2].

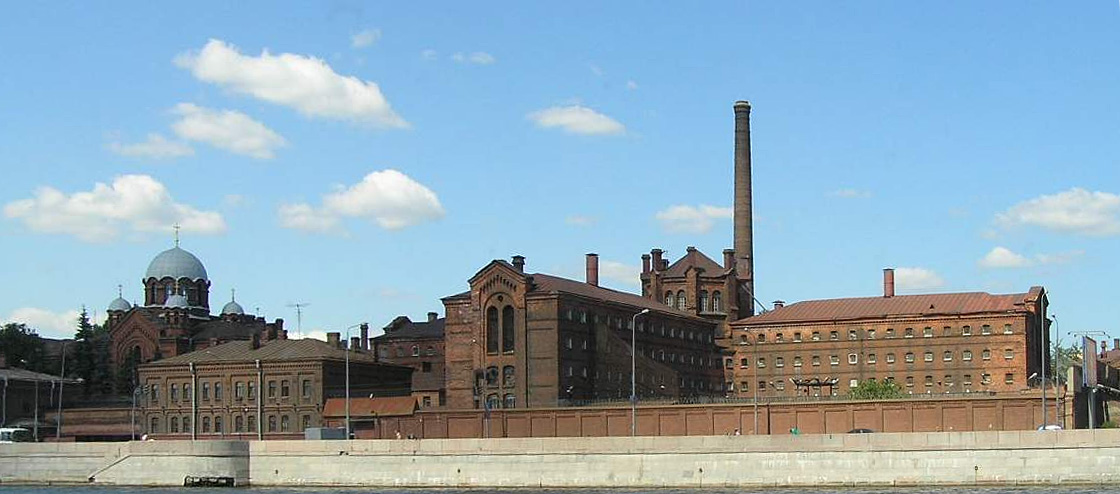
«Кресты», вид с Невы

- 1949 — 26 августа арестован Н. Н. Пунин, 6 ноября арестован Л. Н. Гумилёв. Приговор — 10 лет Исправительно-трудовых лагерей. В течение всех лет ареста сына Анна Ахматова не оставляла попыток вызволить его[38]. Возможно, попыткой продемонстрировать лояльность советской власти явилось создание цикла стихов «Слава миру!» (1950). Лидия Чуковская в «Записках об Анне Ахматовой» пишет:

«Цикл „Слава миру“ (фактически — „Слава Сталину“) написан Ахматовой как „прошение на высочайшее имя“. Это поступок отчаяния: Лев Николаевич был снова арестован в 1949 году».
— 19—20 июня 1960
- 1951 — 19 января по предложению Александра Фадеева Анна Ахматова была восстановлена в Союзе советских писателей.
- 1954 — в декабре участвовала во Втором съезде Союза советских писателей.
- 1956
  - 7 июля награждена Почётной грамотой Армении[39].
  - возвратился из заключения реабилитированный после XX съезда КПСС Лев Гумилёв, ошибочно полагавший, что мать не принимала достаточно усилий для его освобождения. Но Ахматова 24 апреля 1950 года написала Сталину письмо с просьбой освободить сына, которое осталось без ответа, а 14 июля 1950 года министр госбезопасности СССР В. С. Абакумов отправил Сталину докладную записку «О необходимости ареста поэтессы Ахматовой»[40]; с этого времени отношения между матерью и сыном были напряжёнными.

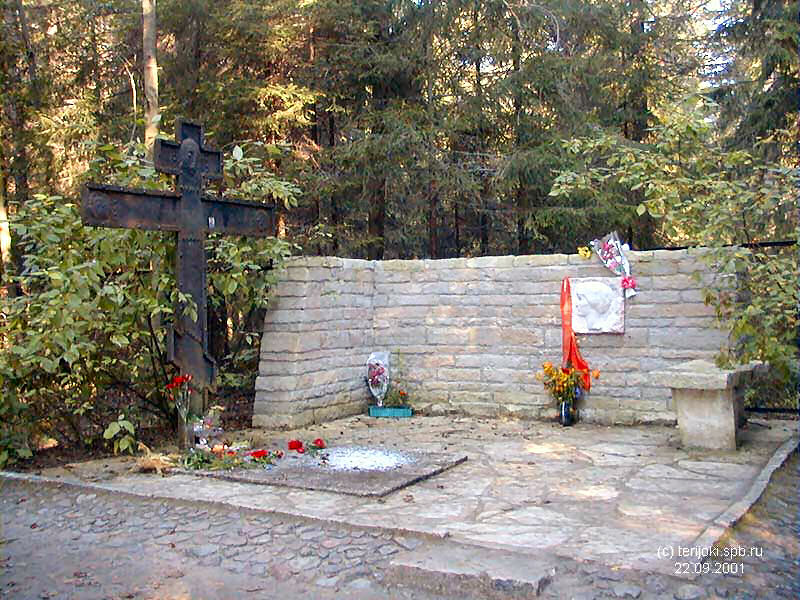
Могила Анны Ахматовой

- 1958 — вышел сборник «Стихотворения»
- 1962 — закончила «Поэму без героя», над которой работала двадцать два года.
- 1964 — в декабре в составе делегации союза писателей была в Италии, посетила Рим и Сицилию, где получила премию «Этна-Таормина»[41].
- 1965
  - Июнь 1965 — поездка в Англию на вручение диплома почётного доктора Оксфордского университета.
  - Осень 1965 — литературный вечер в Москве.
  - издан сборник «Бег времени».
- 1966
  - 5 марта — умерла в возрасте 76 лет от сердечной недостаточности в санатории «Подмосковье» в Домодедове.
  - 7 марта — в 22:00 по Всесоюзному радио передали сообщение о смерти выдающейся поэтессы Анны Ахматовой.
  - 9 марта гроб был доставлен из Москвы в Ленинград. Утром 10 марта 1966 года сначала было совершено отпевание покойной в нижней церкви Никольского собора (службу возглавил протоиерей Александр Медведский), а около 15 часов — гражданская панихида в Доме писателей на улице Воинова в бывшем особняке А. Д. Шереметева. Похоронена в тот же день в посёлке Комарово под Ленинградом[42]. Власти планировали установить на могиле обычную для СССР пирамидку, однако Лев Гумилёв вместе со своими студентами построил памятник матери самостоятельно, собрав камни, где смог, и выложив стену, как символ стены «Крестов», под которой стояла его мать с передачами сыну. Первоначально в стене была ниша, похожая на тюремное окно, в дальнейшем эту «амбразуру» закрыли барельефом с портретом поэтессы. Крест, как и завещала Анна Ахматова, первоначально был деревянным. В 1969 году на могиле установлены барельеф и крест по проекту скульптора А. М. Игнатьева и архитектора В. П. Смирнова[43][44].

### Жизнь и творчество
Автобиографическая поэма «Реквием» (1935—1940; впервые опубликована в Мюнхене в 1963 году, в СССР — в 1987 году) — одно из первых поэтических произведений, посвящённых жертвам репрессий середины 1930-х годов.
«Поэма без героя» (1940—1962, относительно полный текст впервые опубликован в СССР в 1976 году) отражает взгляд Ахматовой на современную ей эпоху, от Серебряного века до Второй мировой войны. Поэма имеет выдающееся значение как образец современной поэзии и уникальное историческое полотно.
Кроме поэтических произведений перу Ахматовой принадлежат статьи о творчестве А. С. Пушкина и М. Ю. Лермонтова, воспоминания о современниках.
Начиная с 1922 года, книги Анны Ахматовой подвергались цензурной правке. С 1925 по 1939 год и с 1946 по 1955 её поэзия не печаталась совершенно, кроме стихотворений из цикла «Слава миру!» (1950). В 1952 году в нью-йоркском «Издательстве имени А. П. Чехова» был опубликован сборник произведений Ахматовой «Избранные стихотворения». Он стал одной из самых продаваемых книг издательства в 1953 году наряду с «Повестями и рассказами» М. М. Зощенко.
По мнению давнего знакомого Ахматовой Юзефа Чапского, её первый с 1914 года выезд за рубеж состоялся, скорее всего, только в 1964 году, в итальянскую Таормину. «Британника» уточняет первую дату — с 1912 года.
Первое относительно полное и научно прокомментированное посмертное издание: Ахматова А. Стихотворения и поэмы / Под ред. В. М. Жирмунского. — Л., 1976. — (Большая серия Библиотеки поэта).
Стихи Ахматовой переведены на многие языки мира.

### Постановление Оргбюро ЦК ВКП(б) «О журналах „Звезда“ и „Ленинград“»
Постановление оргбюро ЦК ВКП(б) «О журналах „Звезда“ и „Ленинград“» от 14 августа 1946 года:
Ахматова является типичной представительницей чуждой нашему народу пустой безыдейной поэзии. Её стихотворения, пропитанные духом пессимизма и упадочничества, выражающие вкусы старой салонной поэзии, застывшей на позициях буржуазно-аристократического эстетства и декадентства, «искусство для искусства», не желающей идти в ногу со своим народом, наносят вред делу воспитания нашей молодёжи и не могут быть терпимы в советской литературе.

Член Политбюро ЦК ВКП(б) А. А. Жданов 15—16 августа 1946 года из докладов (обобщённая стенограмма): 
<…> Не то монахиня, не то блудница, а вернее блудница и монахиня, у которой блуд смешан с молитвой. <…> Такова Ахматова с её маленькой, узкой личной жизнью, ничтожными переживаниями и религиозно-мистической эротикой. Ахматовская поэзия совершенно далека от народа. Это — поэзия десяти тысяч верхних[sic] старой дворянской России, обречённых <…>
По мнению К. Симонова «выбор прицела для удара по Ахматовой и Зощенко был связан не столько с ними самими, сколько с тем головокружительным, отчасти демонстративным триумфом, в обстановке которого протекали выступления Ахматовой в Москве, <…> и с тем подчёркнуто авторитетным положением, которое занял Зощенко после возвращения в Ленинград».
Постановление, как ошибочное, было отменено на заседании Политбюро ЦК КПСС 20 октября 1988 года.

## Семья
Первый брак (1910 — 5 августа 1918) — русский поэт Серебряного века, создатель школы акмеизма, прозаик, переводчик и литературный критик Николай Гумилёв (1886—1921).
- Сын — советский учёный, писатель и переводчик Лев Гумилёв (1912—1992).

Второй брак (1918—1922) — русский востоковед, поэт и переводчик Владимир Шилейко (1891—1930).
Третий, неофициальный, брак (1923—1938) — историк искусства, художественный критик Николай Пунин (1888—1953).

## Адреса
Одесса
- 1889 — родилась 11 июня на 11 ½ станции Большого Фонтана на даче, которую снимала её семья. Нынешний адрес: Фонтанская дорога, 76. (Сбоку дачного кооператива есть Памятная доска)

Севастополь

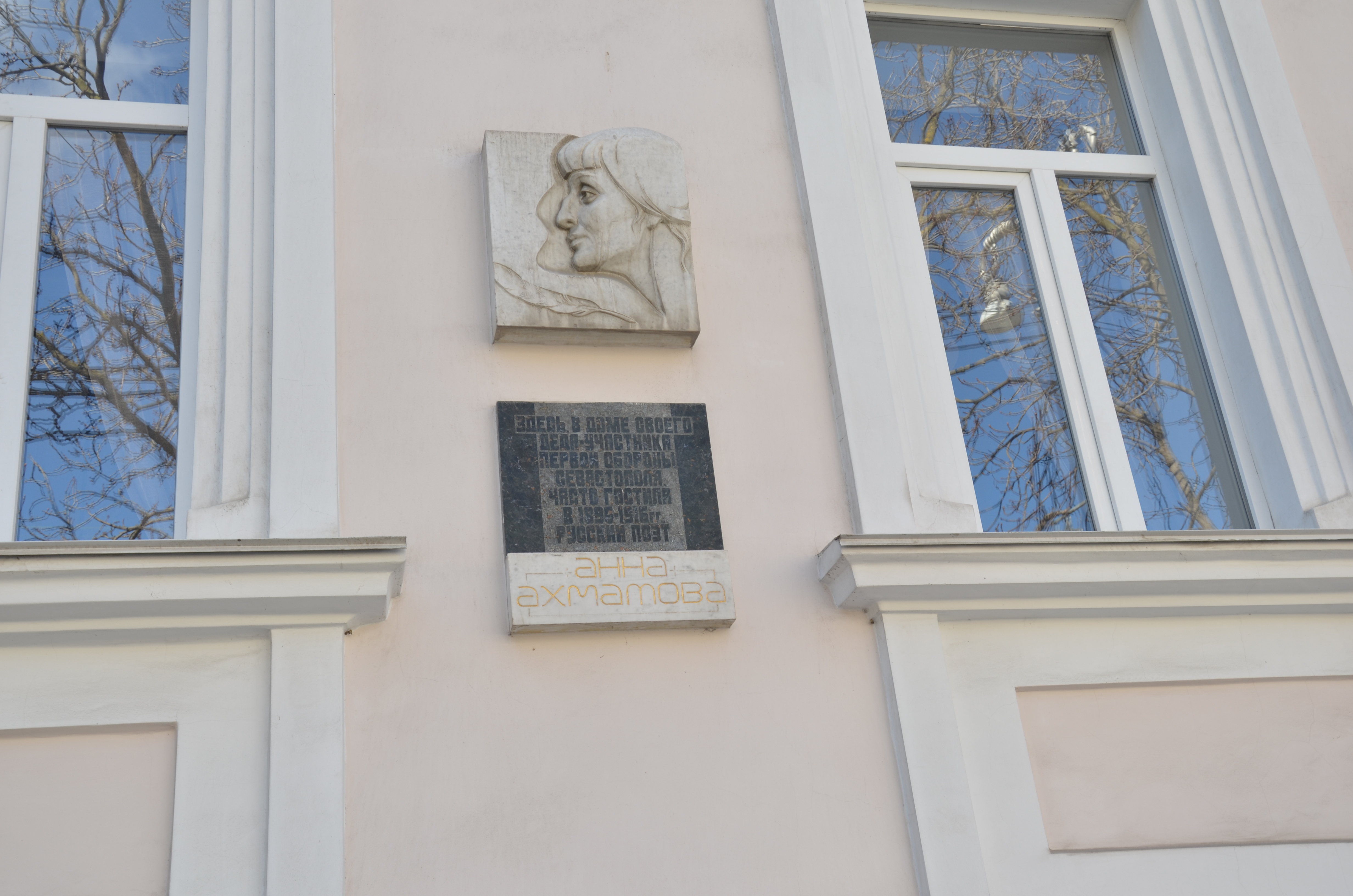
Табличка на доме, где жила Анна Ахматова, улица Ленина 8, Севастополь

- 1896—1916 — часто гостила у своего деда — Антона Андреевича Горенко (1818—1891), участника первой обороны Севастополя в его доме на Екатерининской улице (ныне улица Ленина), а также на даче в районе Стрелецкой бухты недалеко от Херсонеса[52]

Киев
- 1906 — Круглоуниверситетская улица, № 20/1 — жила в этом доме (не сохранился; дом принадлежал её родственнику — В. М. Вакару, чей сын В. В. Вакар был членом Киевского комитета РСДРП, корреспондентом «Искры»)[53].
- 1906—1907 — Фундуклеевская улица, № 6 — училась в Киевской Фундуклеевской гимназии.

Слепнёво

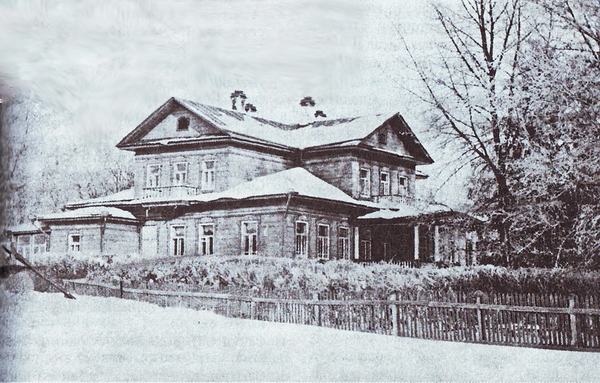
Усадебный дом в Слепнёво

С 1911 по 1917 годы А. А. Ахматова каждое лето приезжала в расположенную здесь усадьбу Гумилевых. В Слепнёве она написала около шестидесяти стихотворений. В этой усадьбе прошло детство её сына. Анна Андреевна писала об этом доме:
Там тень моя осталась и тоскует,
Всё в той же синей комнате живёт…
Санкт-Петербург — Петроград — Ленинград
Вся сознательная жизнь А. А. Ахматовой была связана с Петербургом. Писать стихи она начала в гимназические годы, в Царскосельской Мариинской гимназии, где училась. Здание сохранилось, это дом № 17 на Леонтьевской улице.
- 1911—1916[55] — Царское Село, Малая улица, дом № 63. Живут у матери Гумилёва (дом не сохранился, сейчас это участок дома № 57 по Малой улице). Дом стоял напротив здания Николаевской мужской классической гимназии[33];
- 1912—1914 — Тучков переулок, дом 17, кв. 29; жила вместе с Николаем Гумилёвым, называя своё жилище «Тучкой»[33][56].
- 1914—1917 — Тучкова набережная, 20, кв. 29;
- 1915 — Большая Пушкарская, д. 3. В апреле — мае 1915 г. снимала комнату в этом доме; в её записях упоминается, что она называла этот дом «Пагодой».
- 1917—1918 — квартира Вячеслава и Валерии Срезневских — Боткинская улица, 9 (ныне — дом 17);
- 1919—1921 — квартира Шилейко — северный флигель дома № 34 на набережной Фонтанки (он же дворец Шереметева или «Фонтанный дом»)[33][57];
- 1919—1920 — улица Халтурина, 5; угловая квартира из двух комнат во втором этаже служебного корпуса Мраморного дворца на углу Миллионной улицы и Суворовской площади[33];
- весна 1921 года — особняк Е. Н. Нарышкиной — Сергиевская улица, 7, кв. 12; а затем дом № 18 по набережной Фонтанки, квартира подруги О. А. Глебовой-Судейкиной[33];
- 1921 год — санаторий — Детское Село, Колпинская улица, 1;
- 1922—1923 годы — доходный дом — Казанская улица, 4;
- конец 1923 — начало 1924 года — Казанская улица, 3;
- лето — осень 1924 года — набережная реки Фонтанки, 2; дом стоит напротив Летнего сада у истока Фонтанки, вытекающей из Невы[33];Портрет Ахматовой в арке у Фонтанного дома, 2022

Портрет Ахматовой в арке у Фонтанного дома, 2022

- осень 1924 — февраль 1952 — южный дворовый флигель дворца Д. Н. Шереметева (квартира Н. Н. Пунина) — набережная реки Фонтанки, 34, кв. 44 («Фонтанный дом»). Гости Ахматовой должны были получать пропуска в проходной Института Арктики и Антарктики, в то время располагавшемся там же; у самой Ахматовой был постоянный пропуск с печатью «Севморпути», где в графе «должность» указано «жилец»;
- лето 1944 — набережная Кутузова, четвёртый этаж дома № 12, квартира Рыбаковых, на время ремонта квартиры в Фонтанном доме[33];
- февраль 1952—1961 — доходный дом — улица Красной Конницы, 4, кв. 3;
- Последние годы жизни дом № 34 на улице Ленина, где были предоставлены квартиры многим поэтам, писателям, литературоведам, критикам[33];

Москва
Установлено более 100 мест, где останавливалась Ахматова.
Приезжая в Москву в 1938—1966 годах, Анна Ахматова останавливалась у писателя Виктора Ардова, квартира которого находилась по адресу Большая Ордынка, д. 17, стр. 1. Здесь она подолгу жила и работала, здесь же в июне 1941 года она впервые встретилась с Мариной Цветаевой.
Ташкент
Великая Отечественная война застала Ахматову в Ленинграде, откуда она вылетела в ноябре 1941 года в Ташкент. В эвакуации она пробыла до весны 1944 года.
- 1941, ноябрь — ул. Карла Маркса, д. 7.
- 1942—1944, март — ул. В. А. Жуковского (в 2000-х годах переименована в ул. Садыка Азимова)[59], д. 54. В 1966 году дом был уничтожен ташкентским землетрясением[60].

Комарово
В 1955 году, когда стихи Ахматовой снова стали появляться в печати, Литфонд предоставил ей маленький домик в посёлке Комарово на улице Осипенко, 3, который она называла «Будкой». Дача стала центром притяжения творческой интеллигенции. Здесь бывали Дмитрий Лихачёв, Лидия Чуковская, Фаина Раневская, Натан Альтман, Александр Прокофьев, Марк Эрмлер и многие другие. Приезжали и молодые поэты: Анатолий Найман, Евгений Рейн, Дмитрий Бобышев, Иосиф Бродский. Пока «будка» в 1955 году обустраивалась, Анна Андреевна жила у своих друзей Гитовичей по адресу 2-я Дачная ул., д. 36. В 2004 году дача была отреставрирована.

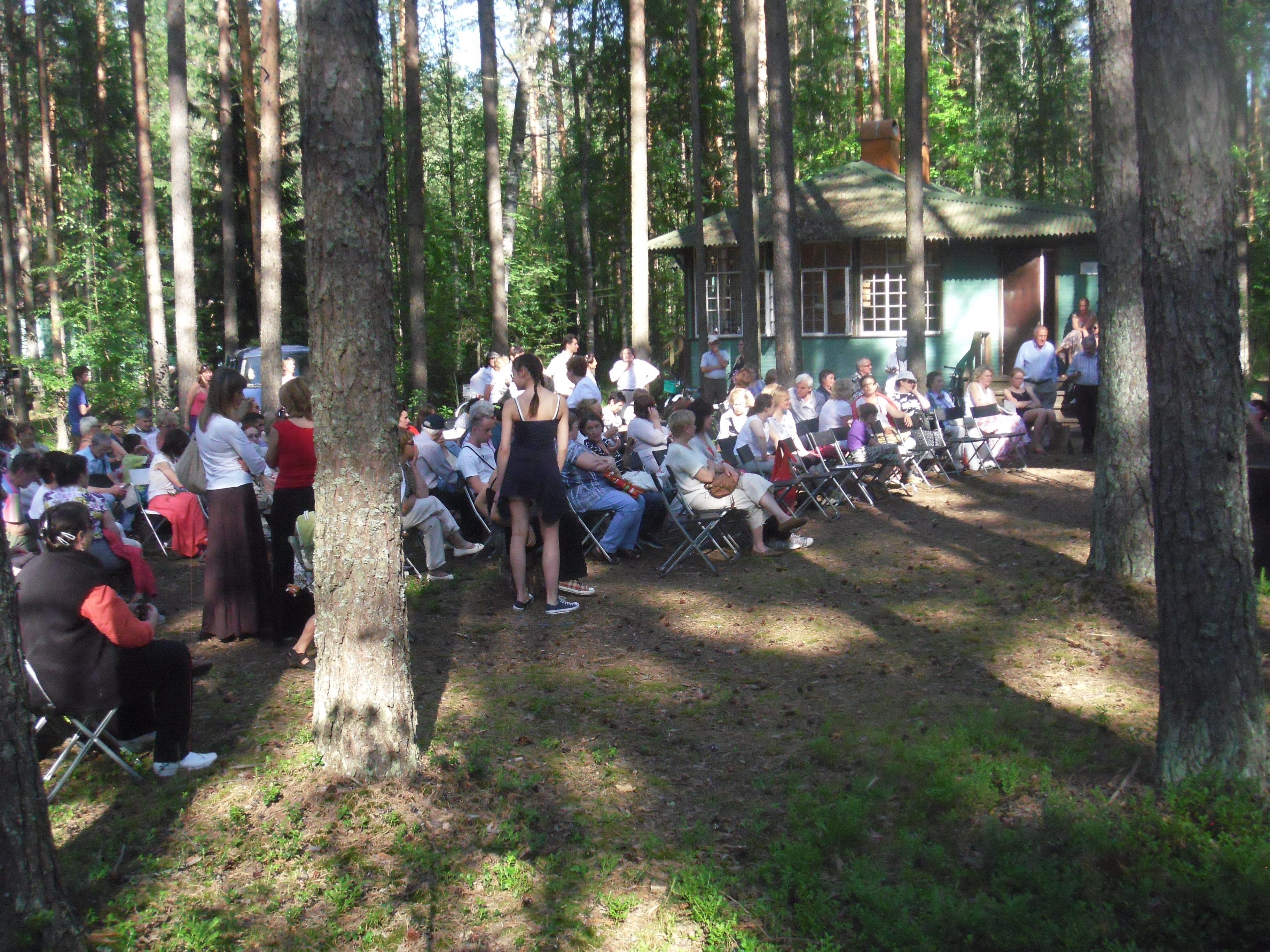
Ахматовские чтения в 2013 году
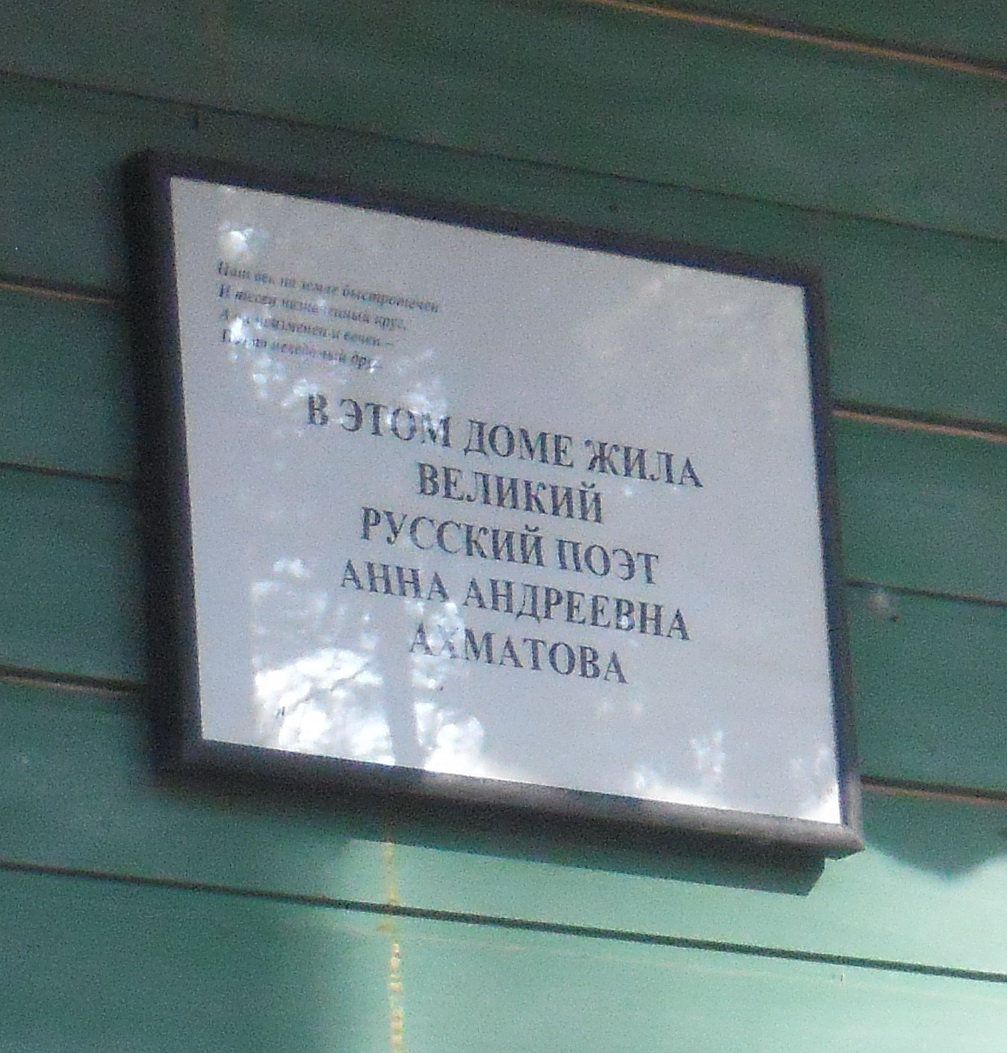
Табличка на «Будке»
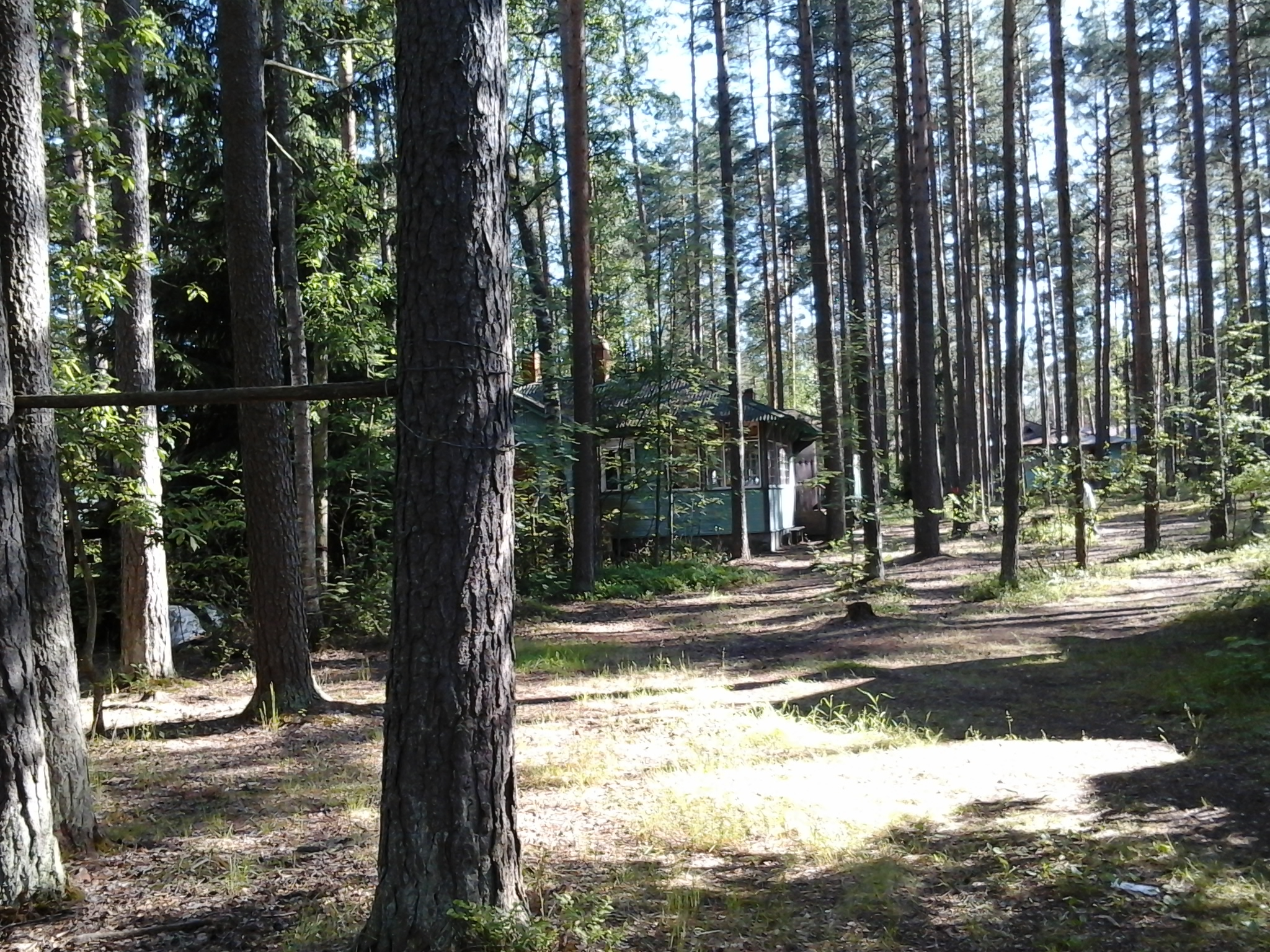
«Будка»
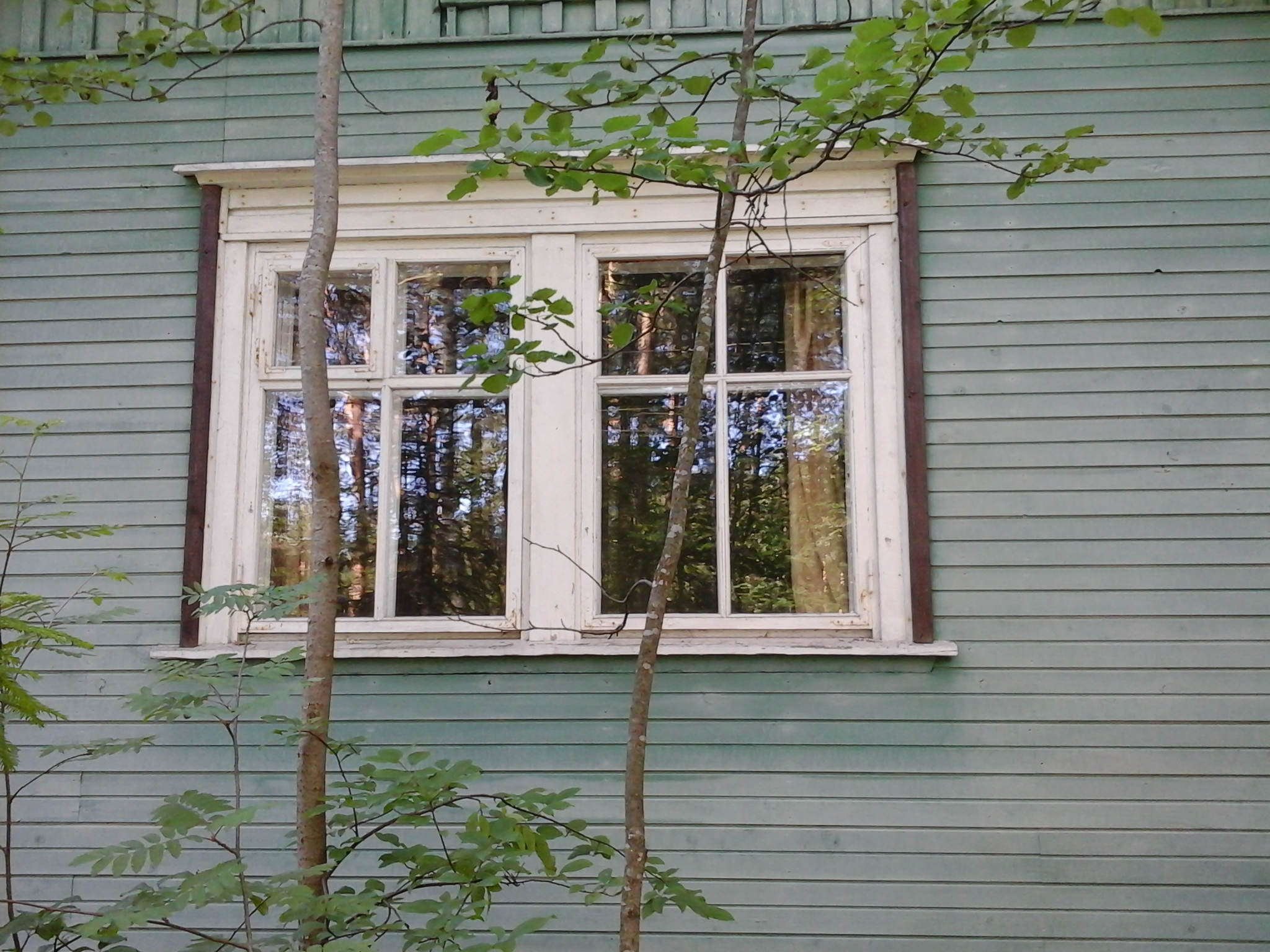
Окно комнаты Анны Ахматовой в «Будке»

## Портреты
Первый (не считая рисунков Модильяни 1911 года) графический портрет Ахматовой выполнен С. А. Сориным (Петербург, 1913 г., по другим сведениям: 1914 г.).
Известен живописный портрет Анны Ахматовой, написанный К. С. Петровым-Водкиным в 1922 году.
Н. И. Альтман в 1914 году написал портрет Анны Андреевны Ахматовой. Художница О. Л. Делла-Вос-Кардовская писала о работе Альтмана: «Портрет, по-моему, слишком страшный. Ахматова там какая-то зелёная, костлявая, на лице и фоне кубические плоскости, но за всем этим она похожа, похожа ужасно, как-то мерзко в каком-то отрицательном смысле…» Дочь же художницы, Е. Д. Кардовская, считает, что: «Но как ни нравится мне с художественной стороны ахматовский портрет работы моей матери, и всё же считаю, что Ахматова такая, какой её знали её друзья — поэты, поклонники тех лет, Ахматова „чётко“ передана не на этом портрете, а на портрете работы Альтмана».
Ахматову писали и рисовали многие художники, в том числе Амедео Модильяни (1911; самый любимый портрет Ахматовой, всегда находившийся в её комнате), В. Милашевский (1921), Ю. Анненков (1921), Л. А. Бруни (1922), Н. Я. Данько (скульптурные портреты, 1924, 1926), Н. Тырса (1928), Г. Верейский (1929), Н. Коган (1930), Т. Н. Глебова (1934), А. Осмёркин (1940), А. Г. Тышлер (1943), Б. В. Анреп (1952), Г. Неменова (1960—1963). Менее известны её прижизненные силуэты, созданные С. Б. Рудаковым в 1936 г. в Воронеже.

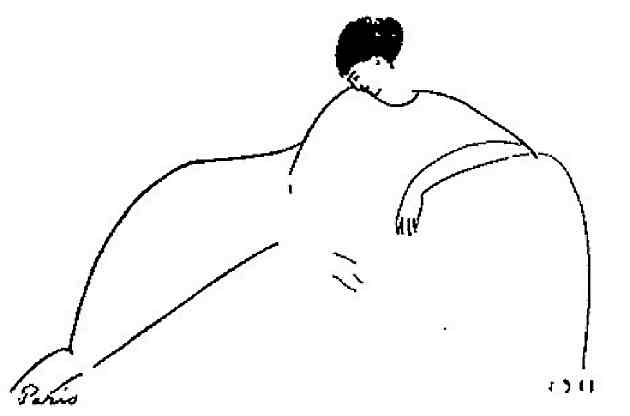
Анна Ахматова на рисунке Модильяни. 1911 год
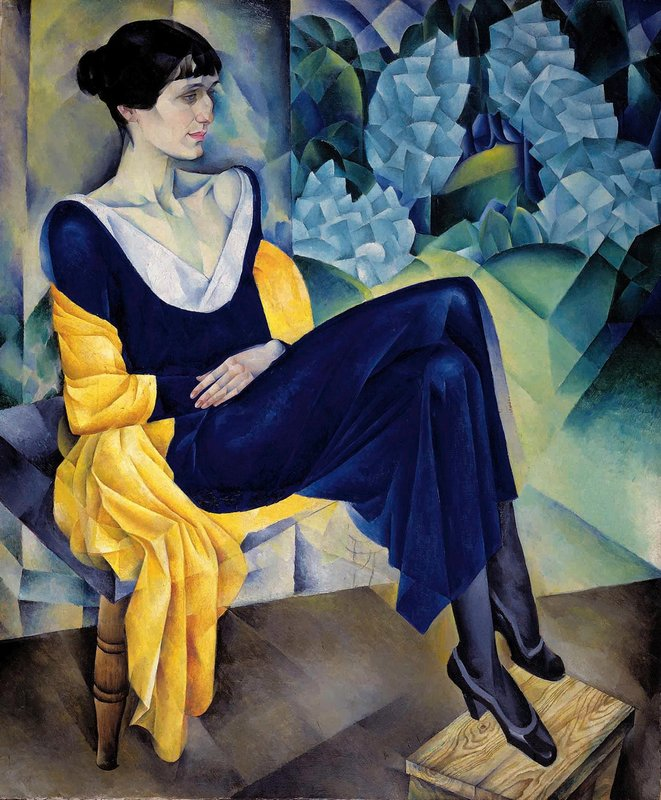
Н. Альтман. Портрет А. А. Ахматовой, 1914 год. Русский музей
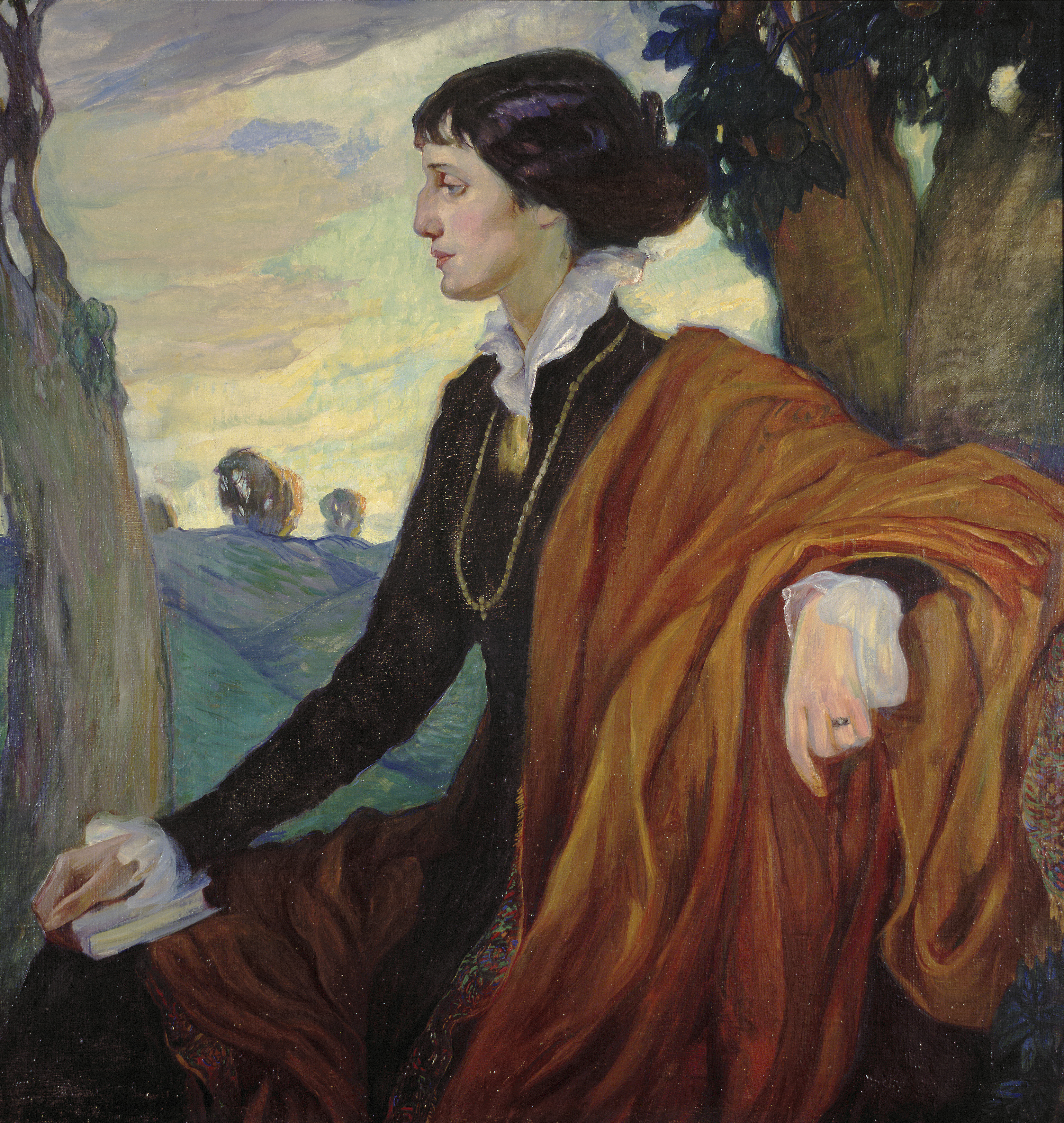
Портрет Ахматовой работы Ольги Кардовской, 1914 год
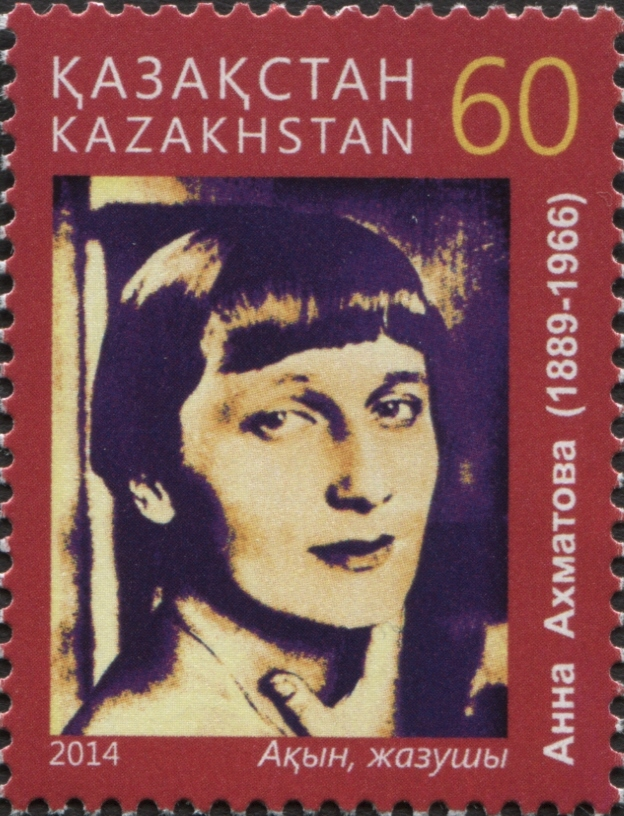
Портрет Ахматовой на почтовой марке Казахстана, 2014 год

## Память
- Улицы, названные в честь Анны Ахматовой, есть в Пушкине (Ахматовская улица), Калининграде, Одессе, Киеве, Донецке, Ташкенте, Москве, Тюмени, Майкопе, Томске и Михайловске; проезд Анны Ахматовой есть в Евпатории (Крым).
- Памятник Ахматовой в городе Таормина (Сицилия, Италия).
- Ахматовские вечера-встречи, вечера памяти, приуроченные ко дню рождения Анны Андреевны — 25 июня, — стали традицией посёлка Комарово. Проводятся в ближайшие к дате выходные на пороге знаменитой «Будки», где жила Ахматова[66].
- 17 июля 2007 года в Коломне на стене старого особняка была открыта памятная доска[67] в честь посещения города 16 июля 1936 года Анной Ахматовой, жившей в то лето неподалёку на даче Шервинских на берегу Оки, на окраине села Черкизова[68]. Шервинским Анна Андреевна посвятила стихотворение «Под Коломной».
- По Москве-реке ходит теплоход «Анна Ахматова». Также двухпалубный пассажирский теплоход проекта 305 «Дунай», построенный в 1959 году в Венгрии (прежнее название «Владимир Мономах»), был назван в честь Ахматовой[69]. В 2018 году сообщалось, что спустя шесть лет после пожара на судне «Анна Ахматова» его утилизировали[70].
- В Крымской астрофизической обсерватории астрономы Людмила Карачкина и Людмила Журавлёва назвали малую планету, открытую ими 14 октября 1982 года, (3067) Akhmatova[71]. Также именем Анны Ахматовой назван кратер Ахматова на Венере.
- Несмотря на то, что место погребения Анна Ахматовой стало точкой притяжения для многих поклонников её таланта, состояние могилы на данный момент вызывает опасения. Если ранее прямо за оградкой начинался лесной массив, то сейчас деревья вырублены, а на расчищенной площадке образовалась опасная траншея, в которую постепенно оседает грунт под мемориалом Ахматовой. Каменная стена понемногу деформируется и в скором времени может разрушиться.
- В Анапе открыт мурал, посвященный Анне Ахматовой, который реализовал Анапский индустриальный техникум в рамках проекта «Лики России».

### Парк в Севастополе
В Севастополе в районе Херсонеса на улице Надежды Островской в 1990-е годы открыт парк имени Анны Ахматовой. Рядом со входом с правой стороны стоит камень с барельефом Анны Ахматовой.
До 13 лет поэтесса постоянно приезжала в Севастополь к своему дедушке, который жил на Екатерининской улице (с 1921 улица Ленина), недалеко от нынешнего парка. Каждое лето Ахматова проводила на даче в районе Стрелецкой бухты. С Севастополем у неё связано много воспоминаний, которые она отразила в своих произведениях.
В 2018 году реконструирован. Парк выходит к морю — в Песочную бухту.

### Памятники, музеи

Памятник Анне Ахматовой, Николаю и Льву Гумилёвым в Бежецке
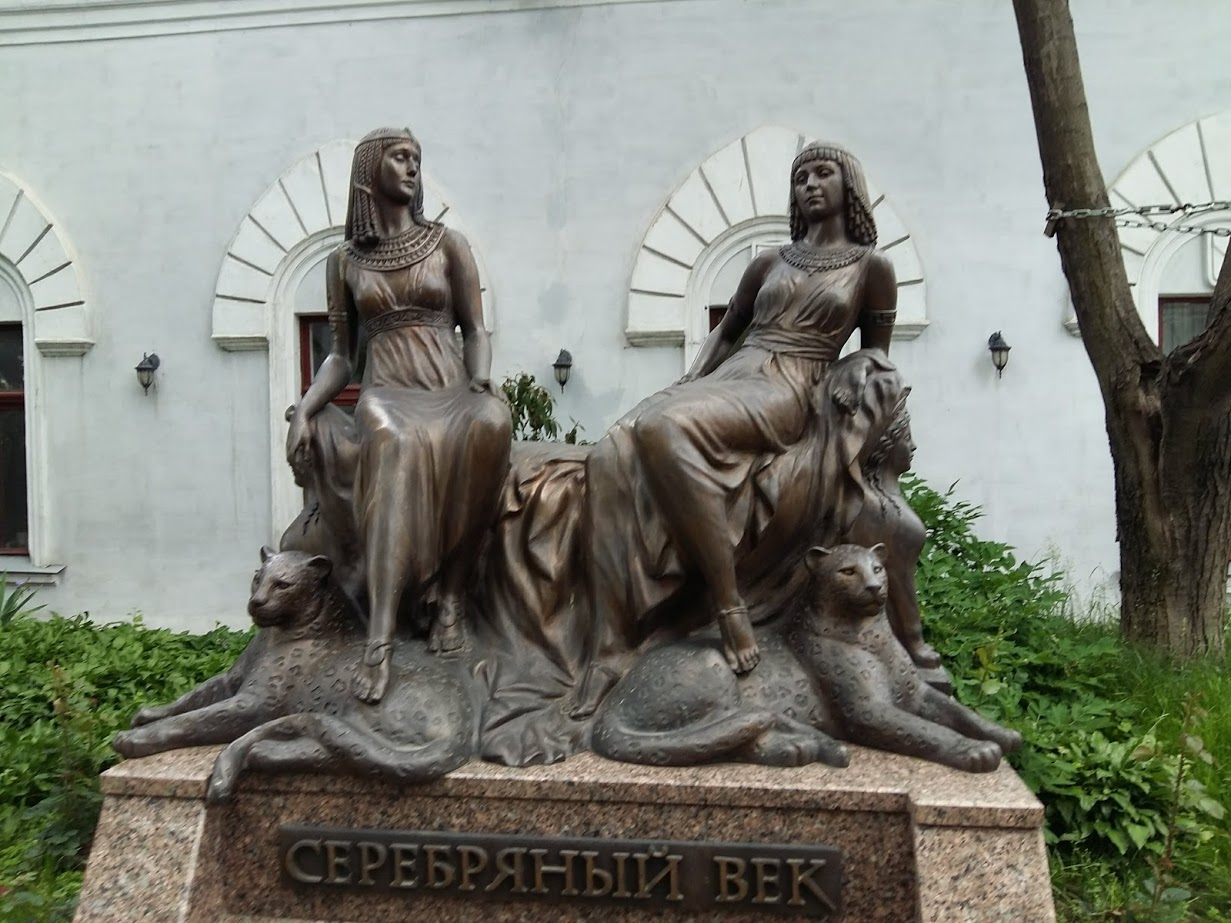
Памятник «Серебряный век» в Одессе — скульптурный портрет поэтов Марины Цветаевой и Анны Ахматовой
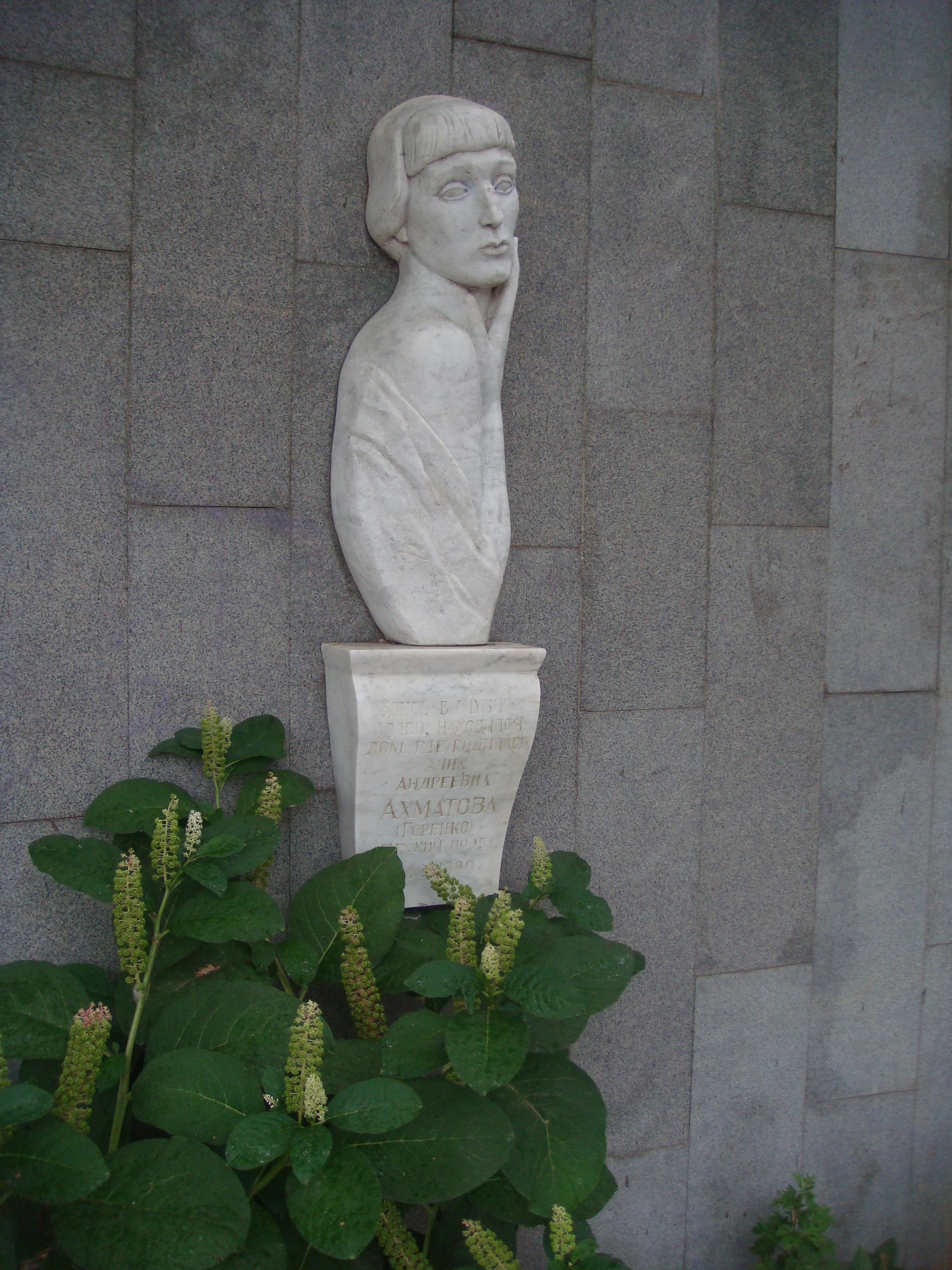
Мраморный барельеф на 11 ½ станции Большого Фонтана в Одессе
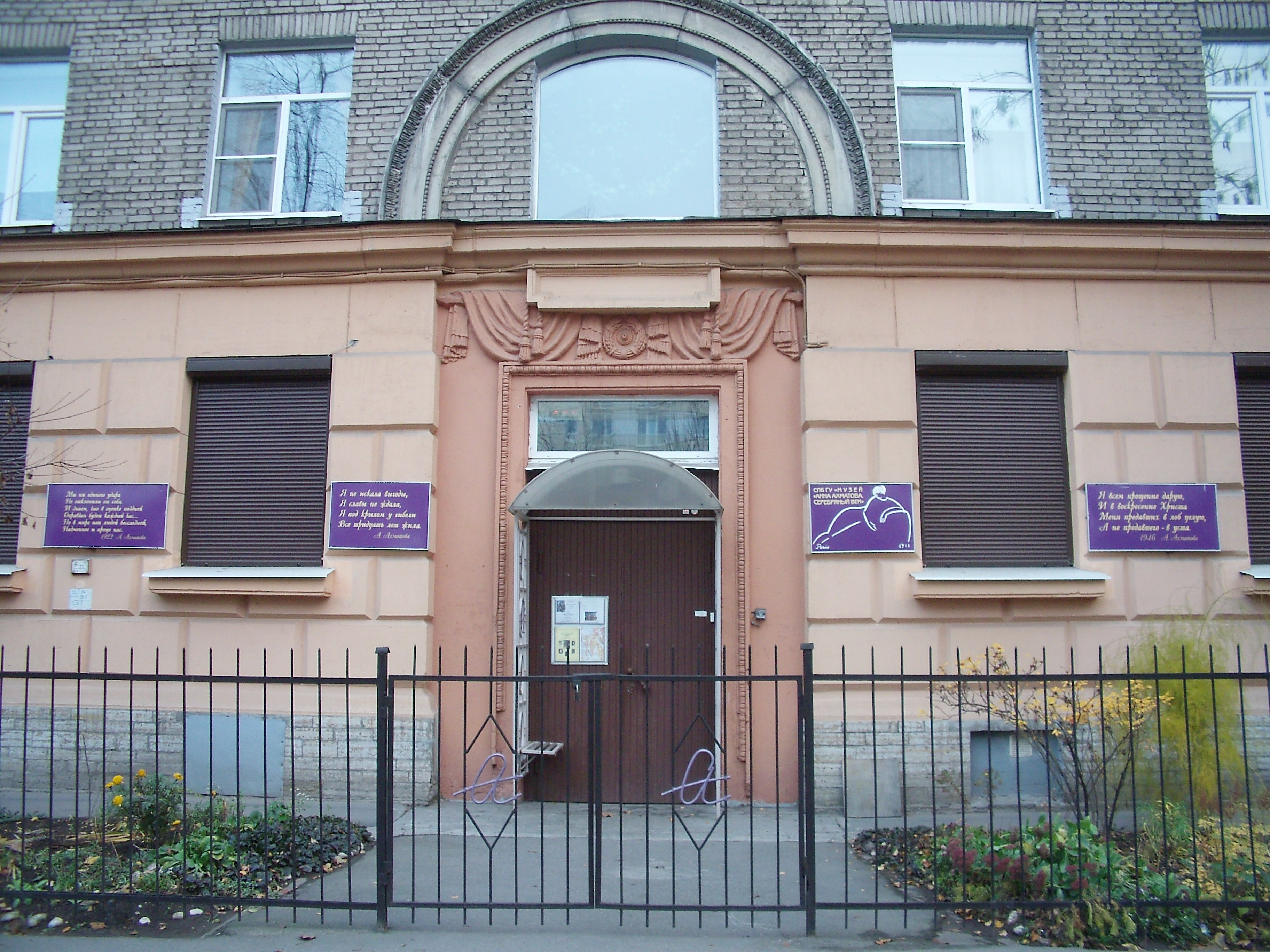
Музей «Анна Ахматова. Серебряный Век». Санкт-Петербург, Автовская ул., д. 14
Памятная доска в честь посещения Коломны Анной Ахматовой
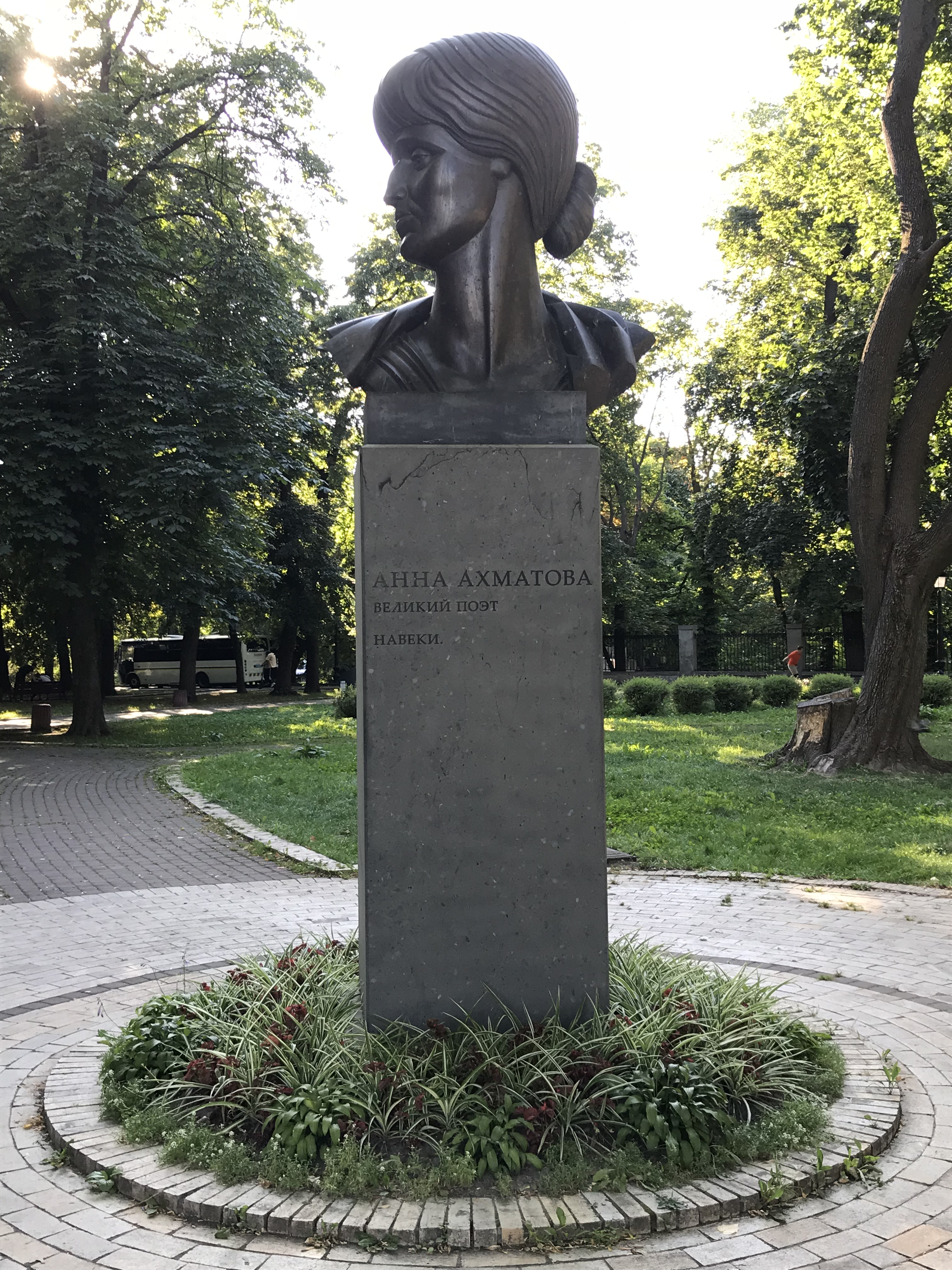
Памятник Анне Ахматовой в Киеве в Городском саду
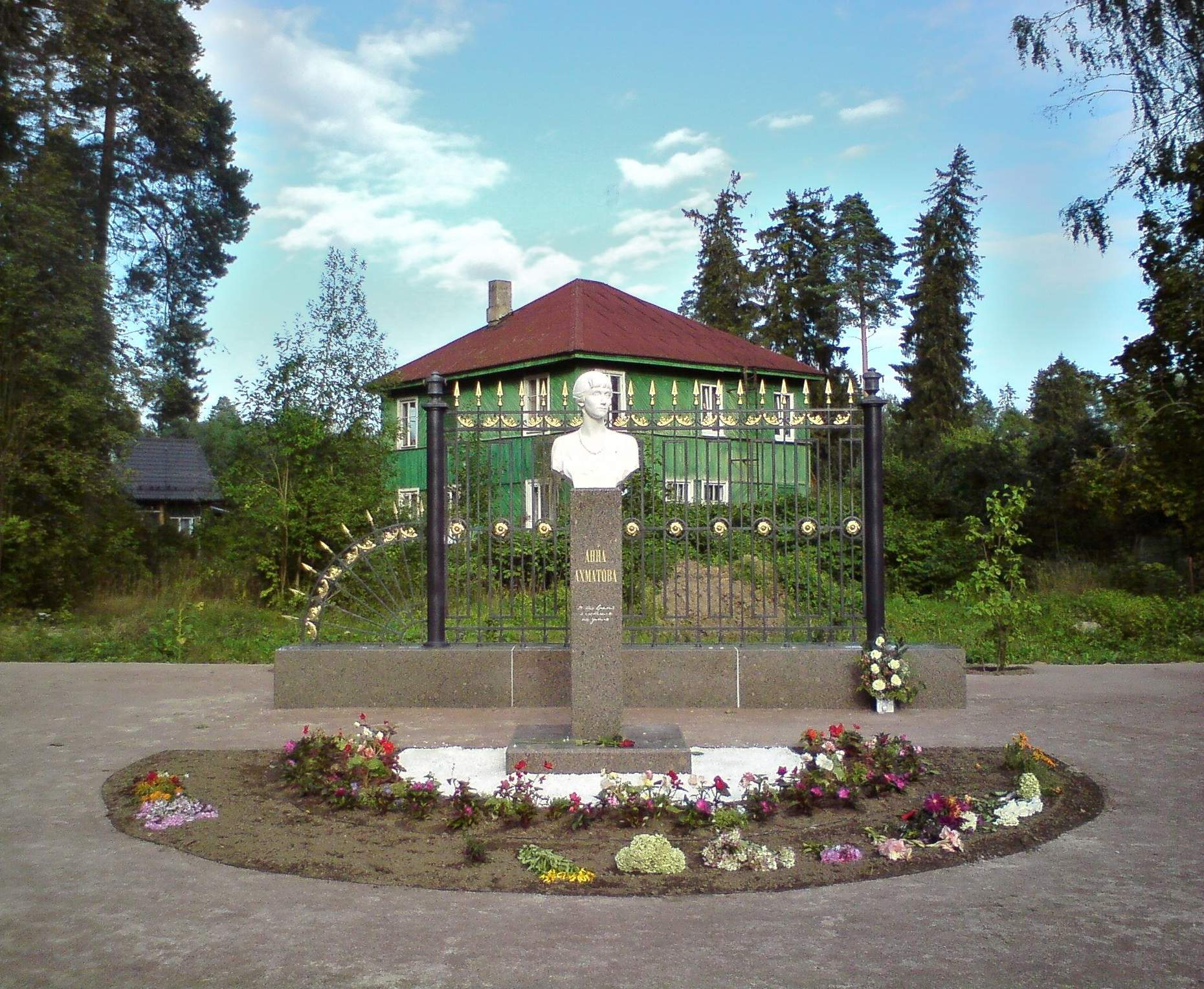
Памятник Анне Ахматовой в посёлке Сиверский, установленный в 2021 году

Севастополь
- Памятная доска на ул. Ленина, 8.
- Парк Анны Ахматовой — небольшой сквер, в Гагаринском районе Севастополя у Песочной бухты.
- Библиотека № 9 им. А. Ахматовой (ул. Вакуленчука, 9)[75].

Градницы
В июне 1989 года (в год 100-летия со дня рождения Ахматовой) была открыта музейная экспозиция в усадебном доме Гумилёвых, перевезённом в Градницы из деревни Слепнёво в 1935 году и ранее занятым под школу. Осенью 2008 года музейно-литературный центр «Дом поэтов» в Градницах стал филиалом Тверского государственного объединённого музея.
Бежецк
В Бежецке, где детские годы провёл сын Ахматовой Лев Гумилёв, установлена скульптурная композиция, посвящённая Ахматовой, Николаю Гумилёву и Льву Гумилёву. Памятник был открыт в августе 2003 года, накануне годовщины со дня рождения Льва Гумилёва. Первоначально на месте будущей скульптурной композиции был установлен памятный камень-знак. Затем был проведен конкурс, в котором лучшим был признан проект скульпторов из Москвы — заслуженного художника России, лауреата премии Москвы Андрея Ковальчука и заслуженного архитектора России, профессора Николая Ковальчука.
Киев

Памятная доска Анне Ахматовой в Москве по адресу ул. Большая Ордынка, д. 17

К 128-й годовщине со дня рождения Ахматовой, 23 июня 2017 года, в Городском саду Киева открыли памятник поэтессе. Автор монумента — скульптор Александр Стельмашенко. На изготовление скульптуры ушло около двух лет. В памятнике запечатлён знаменитый профиль Ахматовой, её узнаваемая чёлка и изящность. Высота изваяния — почти четыре с половиной метра.
Место установки памятника неслучайно. Однажды, гуляя с сестрой и няней неподалёку от Мариинского дворца, маленькая Аня нашла булавку в форме лиры. Няня тогда сказала Ане: «Это значит, ты станешь поэтом».
Москва
На стене дома, где останавливалась Анна Ахматова, приезжая в Москву (улица Большая Ордынка, д. 17, стр. 1., квартира Виктора Ардова), имеется памятная доска; во дворе стоит памятник, выполненный по рисунку Амедео Модильяни. В 2011 году инициативная группа москвичей, возглавляемая Алексеем Баталовым и Михаилом Ардовым, выступила с предложением открыть здесь квартиру-музей Анны Ахматовой.
Одесса
В Одессе, в начале аллеи, ведущей к тому месту, где располагался дом, в котором родилась поэтесса, в середине 1980-х годов были установлены её памятный барельеф и чугунная скамейка (украдена вандалами в середине 1990-х годов, позднее заменена на мраморную).
Памятник «Серебряный век» — скульптурный портрет поэтов Марины Цветаевой и Анны Ахматовой. Открыт в апреле 2013 года.
Санкт-Петербург
В Петербурге памятники Ахматовой установлены во дворе филологического факультета государственного университета и в саду перед школой на улице Восстания.

5 марта 2006 года, к 40-й годовщине со дня смерти поэта, в саду Фонтанного дома был открыт третий памятник Анне Ахматовой работы петербургского скульптора Вячеслава Бухаева (дар музею Николая Нагорского) и установлена «Скамейка стукачей» (Вячеслав Бухаев) — в память о слежке за Ахматовой осенью 1946 года. На скамейке табличка с цитатой:
Ко мне пришёл некто и предложил 1 мес<яц> не выходить из дома, но подходить к окну, чтобы меня было видно из сада. В саду под моим окном поставили скамейку, и на ней круглосуточно дежурили агенты.
В Фонтанном доме, где находится литературно-памятный музей Ахматовой, она прожила 30 лет, а сад у дома называла «магическим». По её словам, «сюда приходят тени петербуржской истории».

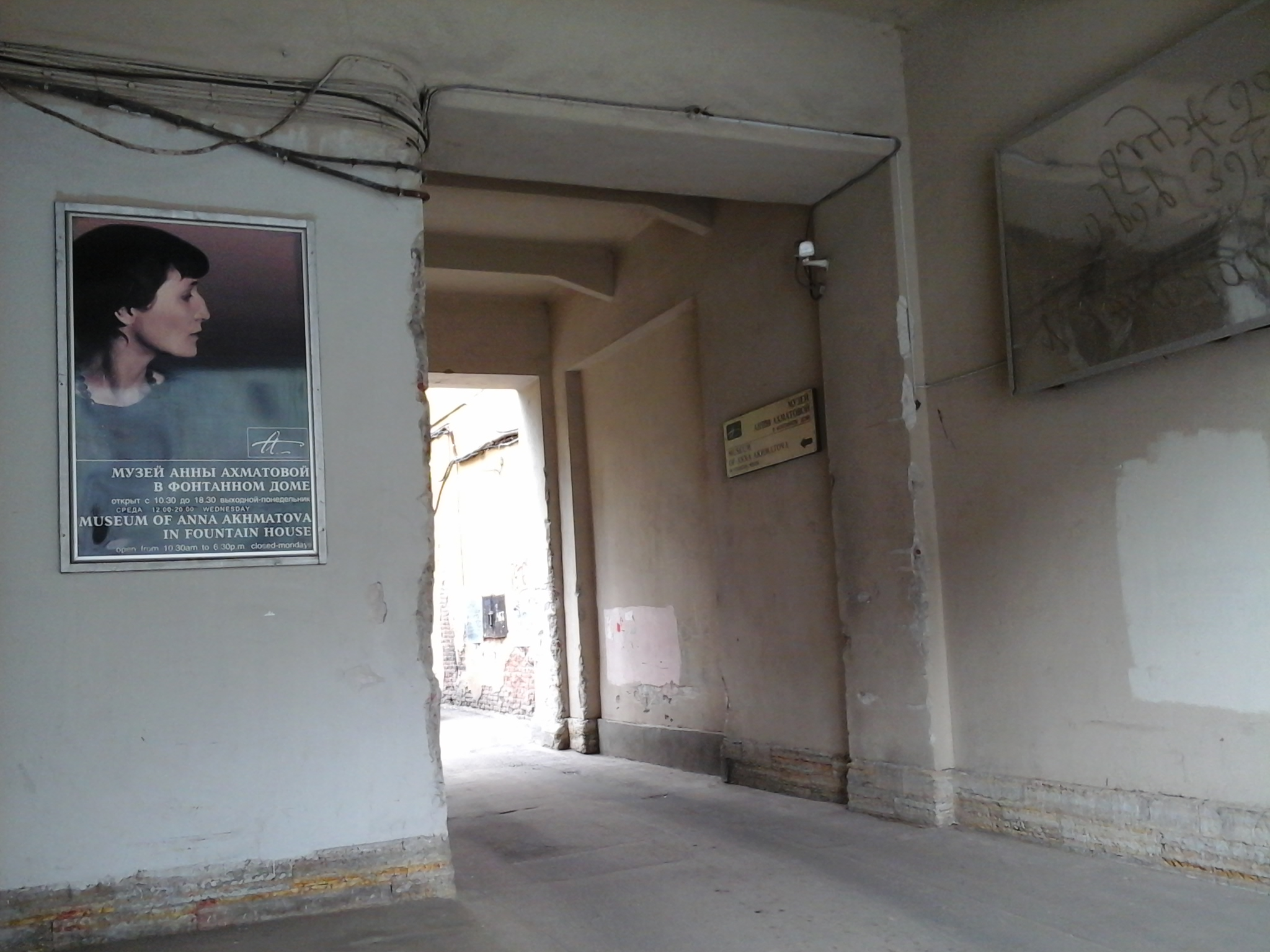
Музей Анны Ахматовой в Фонтанном доме (вход с Литейного проспекта)
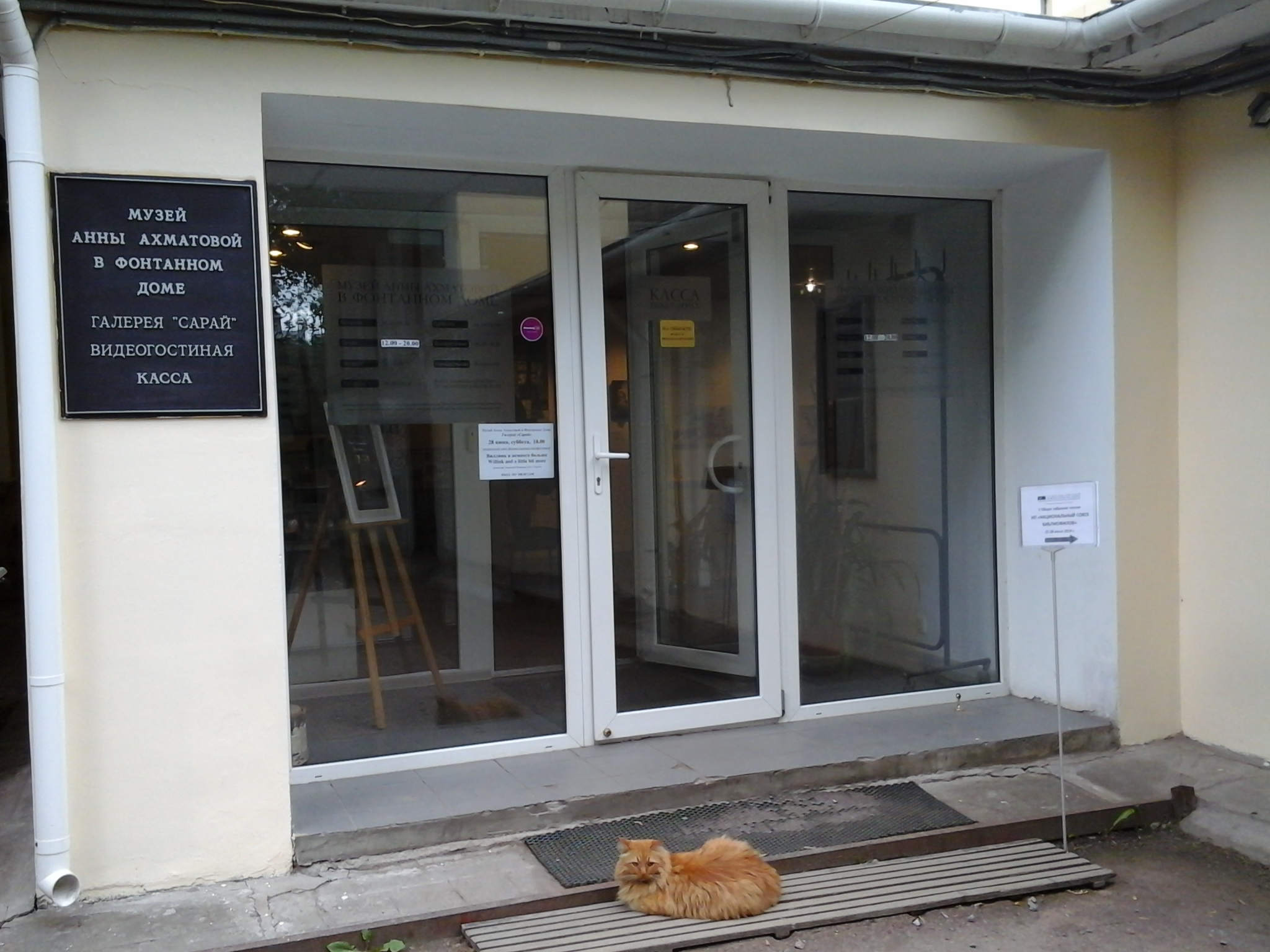
Музей Анны Ахматовой в Фонтанном доме
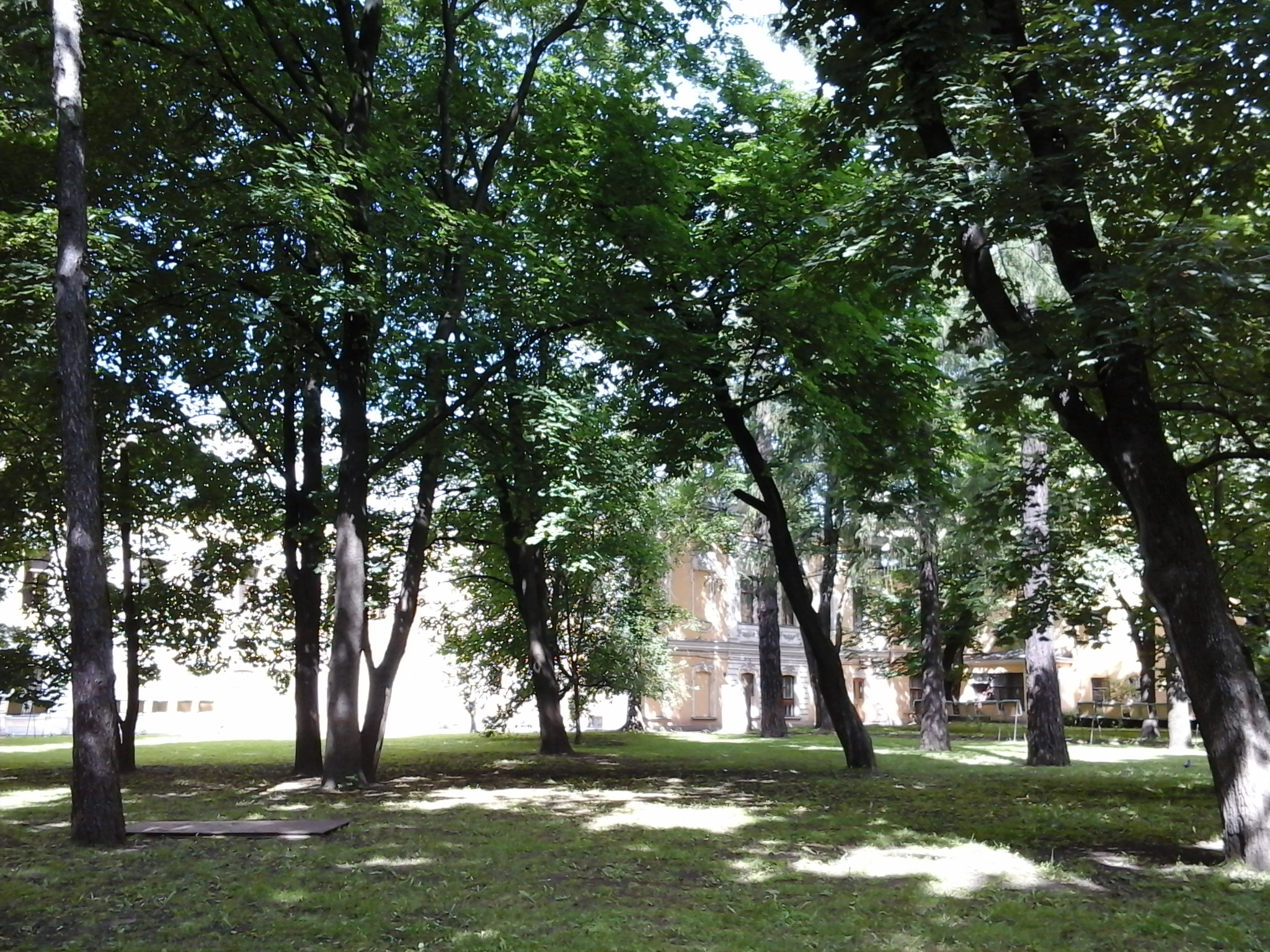
Сад Фонтанного дома
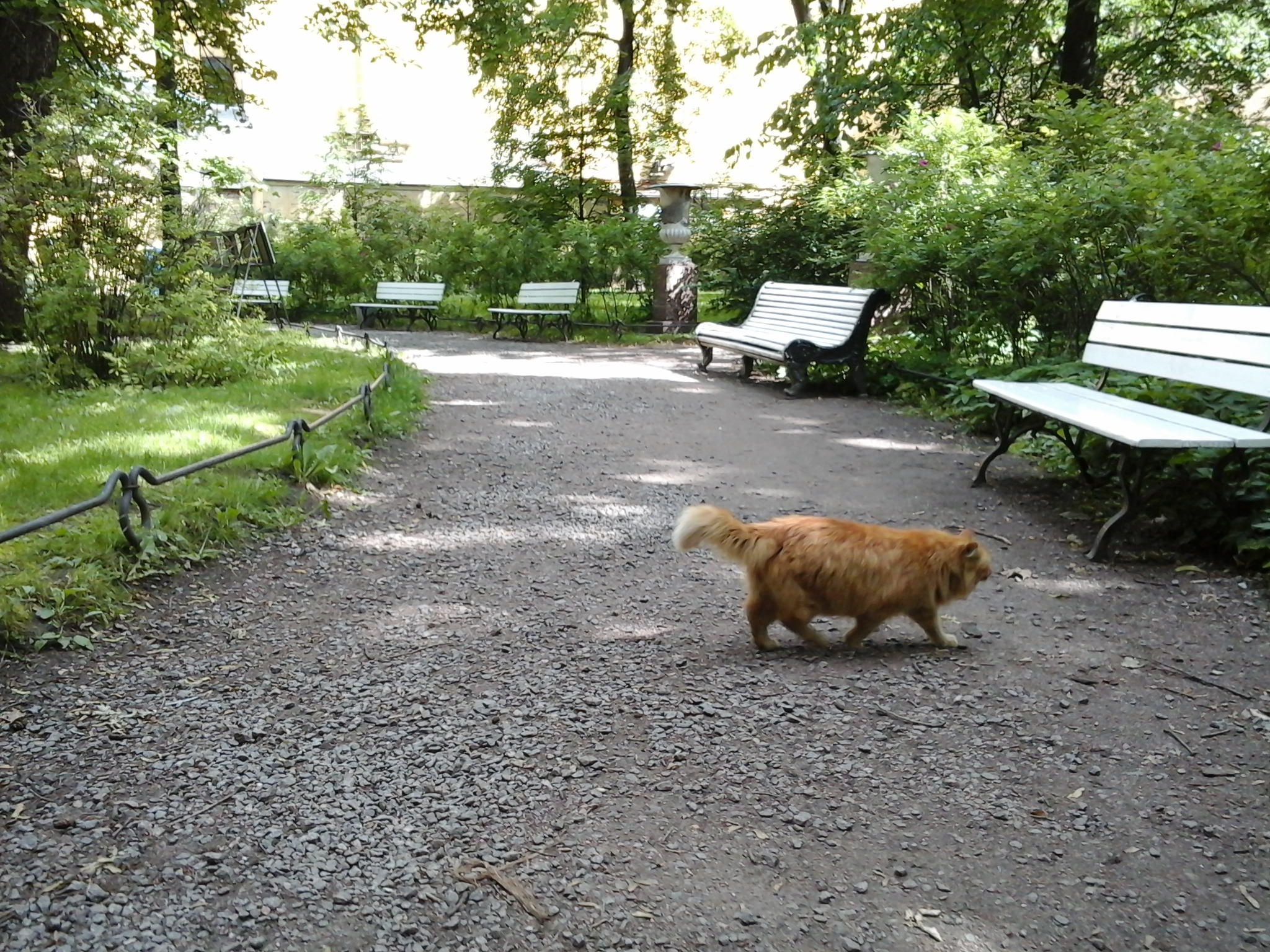
Сад Фонтанного дома
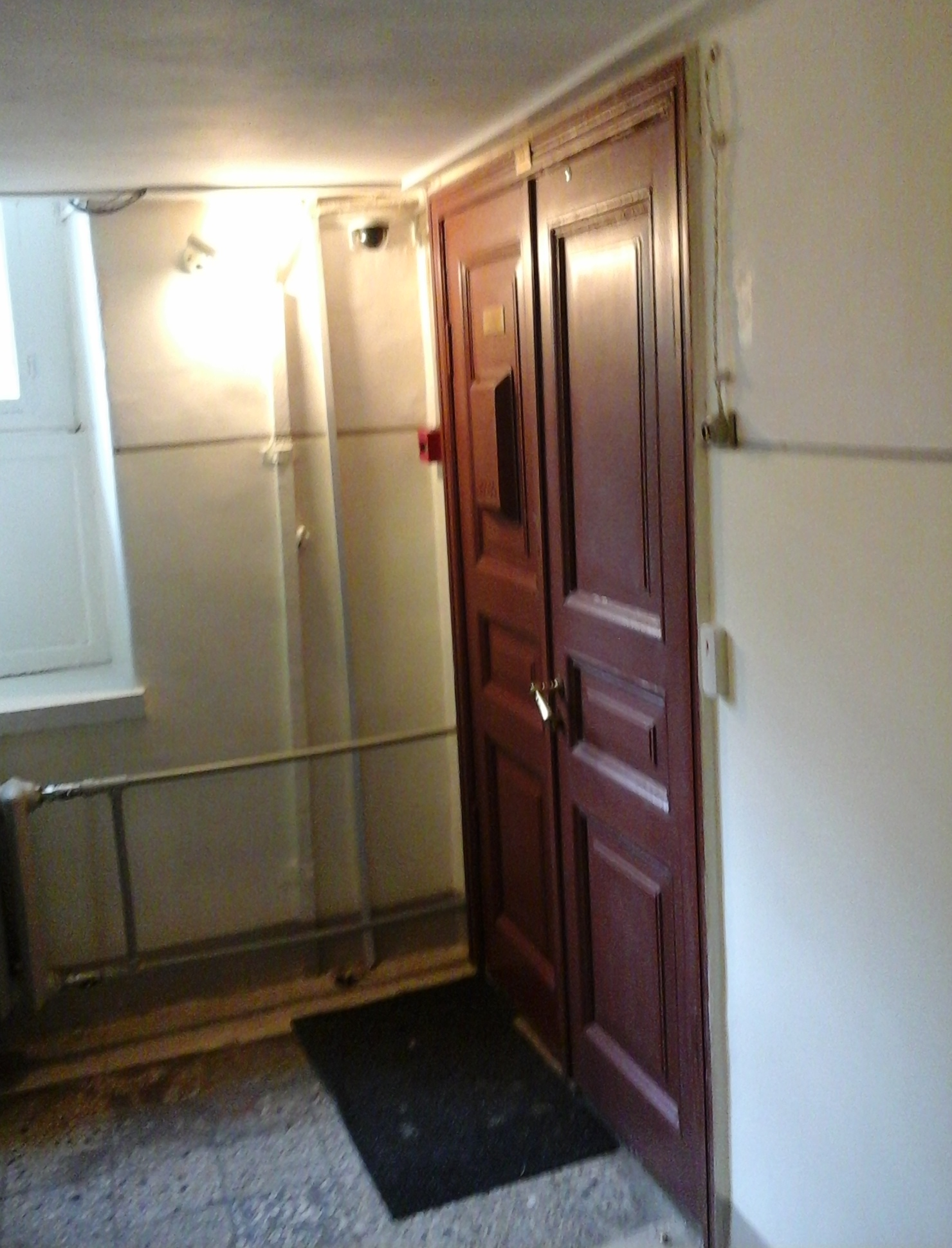
Дверь квартиры № 44 в Фонтанном доме, где жили Н. Пунин и А. Ахматова
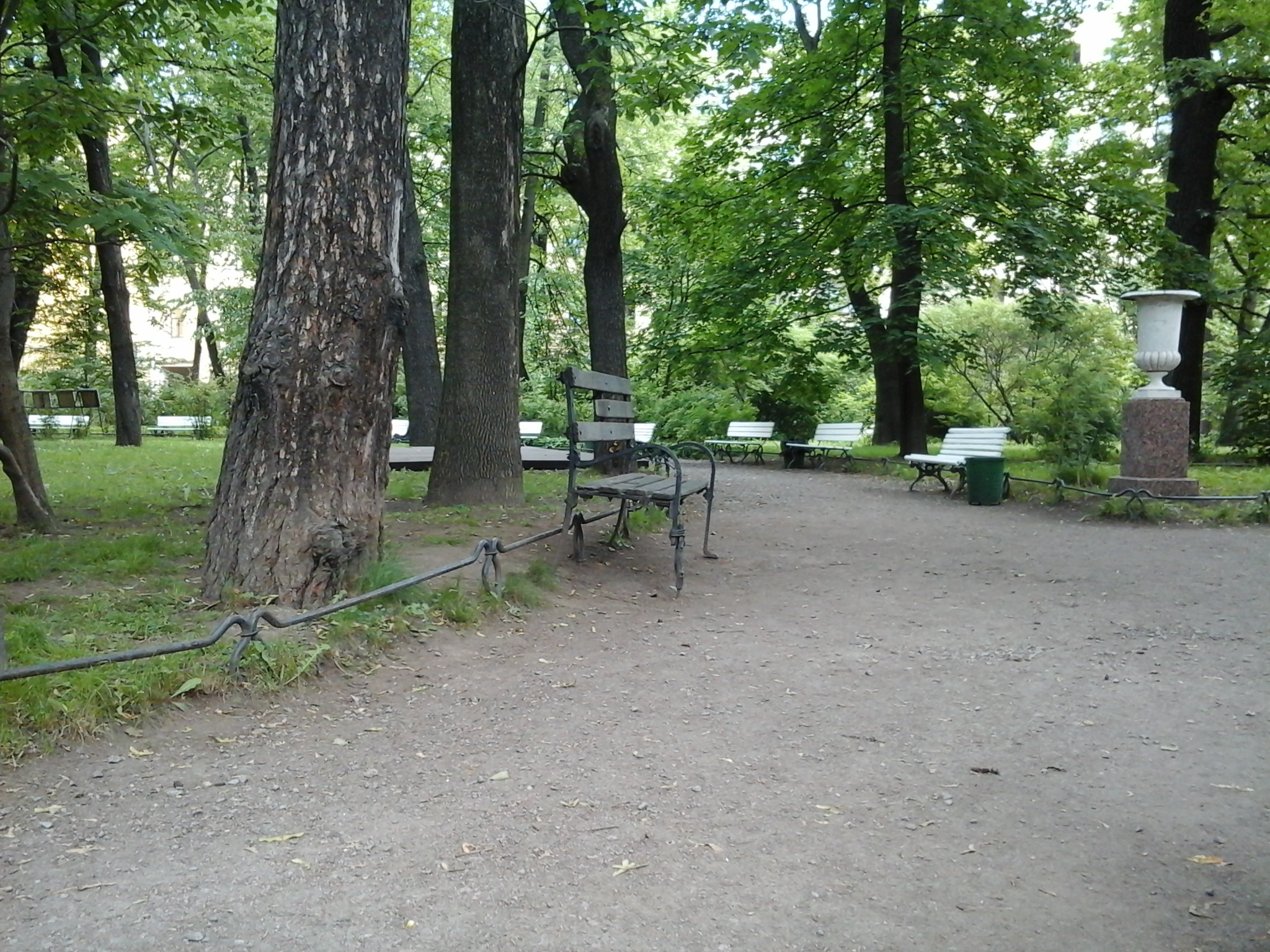
Скамейка стукачей в саду Фонтанного дома. Архитектор В. Б. Бухаев. 2006
Памятник на Воскресенской набережной, напротив Крестов. 2006

В декабре 2006 года в Санкт-Петербурге открыт памятник Анне Ахматовой, расположенный через Неву от следственного изолятора «Кресты», где она завещала поставить его. В 1997 году планировалось разбить Ахматовский сквер на этом месте, однако планам не суждено было осуществиться.
В 2013 году в Пушкине возле дома № 17Б по Леонтьевской улице открыт памятник Анне Ахматовой, расположенный у входа в Царскосельскую гимназию искусств её имени. Автор памятника — петербургский скульптор Владимир Горевой.
Ташкент
В конце 1999 года в Ташкенте при участии Русского культурного центра Узбекистана открыт клуб-музей «Мангалочий дворик», название которому дала одна из первых стихотворных строк Ахматовой, написанных по прибытии в эвакуацию из Ленинграда зимой 1942 года. Клуб-музей находится во Дворце культуры тракторостроителей. С 2013 года общественный клуб-музей переехал в здание Российского Центра Науки и Культуры при Россотрудничестве в Республике Узбекистан на ул. Восита Вохидова, д.53. Заседания клуба литературно-музыкальной и историко-краеведческой тематики, освещающие творчество Анны Ахматовой и её окружения, деятелей Серебряного века и представителей русской и русскоязычной культуры, проходят каждую неделю по четвергам с 15:30 до 17:30 с сентября по июнь. Вход по предварительной записи по телефонам РЦНК в Ташкенте, с паспортом. В декабре 2019 года клуб-музей под управлением одного из главных создателей и неизменного общественного директора Альбины Витольдовны Маркевич (1930 г.р.) отметил 20-летие.

### Кинематограф
10 марта 1966 года в Ленинграде были проведены несанкционированные властью съёмки отпевания, гражданской панихиды и похорон Анны Ахматовой. Организатор данных съёмок — режиссёр Семён Аранович. Ему помогали оператор Анатолий Шафран, ассистент оператора Виктор Петров и другие. В 1989 году отснятые материалы были использованы Семёном Арановичем в документальном фильме «Личное дело Анны Ахматовой»
В 2007 году был снят биографический сериал «Луна в зените» по мотивам неоконченной пьесы Ахматовой «Пролог, или Сон во сне». В главной роли — Светлана Крючкова. Роль Ахматовой в снах исполняет Светлана Свирко.
В фильме «Гарпастум» (2005) в роли Ахматовой — Инна Левинтан.
В 2008 году был снят фильм «Татарская княжна» — кинодрама, посвящённая Анне Ахматовой. Режиссёр — Ирина Квирикадзе. Главную роль исполнили Дания Агишева (молодая Анна) и Ханна Шигулла (пожилая).
В 2012 году на экраны вышел сериал «Анна Герман. Тайна белого ангела». В эпизоде, изображающих жизнь семьи певицы в Ташкенте была показана встреча матери Анны Герман с поэтессой. В роли Анны Ахматовой снялась Юлия Рутберг.
Документальный фильм «Анна Ахматова и Артур Лурье. Слово и музыка» (режиссёр Владимир Непевный).
В фильме «Полторы комнаты, или Сентиментальное путешествие на родину», основанном на биографии Иосифа Бродского, роль Анны Ахматовой исполнила Светлана Крючкова.
В сериале «Крылья империи» (2017) в роли Ахматовой — Мариэтта Цигаль-Полищук.
В фильме «Хармс» (2017) в роли Ахматовой — Татьяна Шаповалова.

### Музыка
28 марта 2011 года в Париже в Опера Бастилии (Opéra Bastille) состоялась премьера оперы «Ахматова». Музыка Брюно Мантовани, либретто Кристофа Гристи (Christophe Ghristi).
В декабре 2011 года на сцене Северо-Осетинского театра оперы и балета состоялась премьера монооперы «Анна», рассказывающей о жизненном пути Ахматовой. Моноопера также ставилась в Нижегородском театре оперы и балета имени А. С. Пушкина, Мариинском театре и в Ростовской филармонии.

### Прижизненные издания

#### Сборники стихов
- Анна Ахматова. «Вечер» 1912. Первая страница первого сборника стихов Анны Ахматовой «Вечер», Цех Поэтов, 1912. Иллюстрация Евгения Лансере

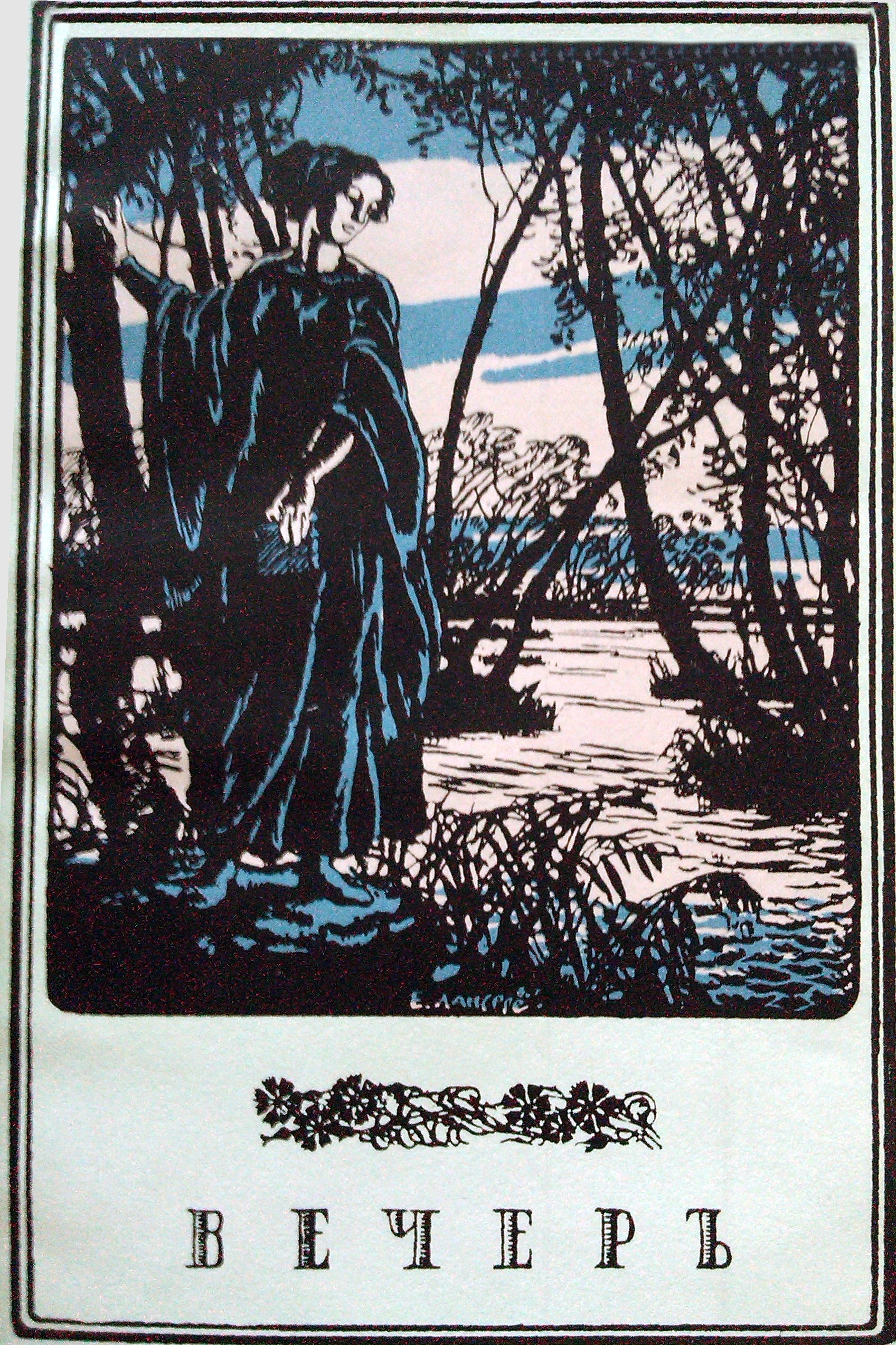
Первая страница первого сборника стихов Анны Ахматовой «Вечер», Цех Поэтов, 1912. Иллюстрация Евгения Лансере

- Анна Ахматова. «Чётки» 1914—1923 — 9 изданий.
- Анна Ахматова. «Белая стая» 1917, 1918, 1922 г.
- Анна Ахматова. «Подорожник» 1921.
- Анна Ахматова. «Anno Domini MCMXXI» изд. «Петрополис», П., 1922; Берлин, 1923 г. (более полное, чем "Петрополис")
- Анна Ахматова. Из шести книг. Стихотворения. — Портр. Н. А. Тырсы. — Л.: Сов. писатель, 1940. — 328 с. — 10 000 экз.
- Анна Ахматова. Избранное. Стихи. Ташкент. 1943.
- Анна Ахматова. Стихотворения. М.: ГИХЛ, 1958.
- Анна Ахматова. Стихотворения. 1909—1960. М. 1961.
- Анна Ахматова. Бег времени. М.—Л. 1965.

#### Поэмы
- Анна Ахматова. У самого моря. Поэма. «Алконост». 1921 г.
- Анна Ахматова. Requiem. Тель-Авив. 1963. (без ведома автора)
- Анна Ахматова. Requiem. Мюнхен. 1963.

### Переводы
- Голоса поэтов: Стихи зарубежных поэтов в переводе Анны Ахматовой. [Предислов. А. Тарковского.] — М.: Прогресс, 1965. — 176 с.; портр. (Мастера поэтического перевода. Выпуск 4)
- Перевод с египетского Анны Ахматовой и Веры Потаповой. Лирика Древнего Египта /Составление, вступ. статья, подстроч. переводы и примеч. И. Кацнельсона. — М: Издательство «Художественная литература», 1965. — 158 с.

### Важнейшие посмертные издания

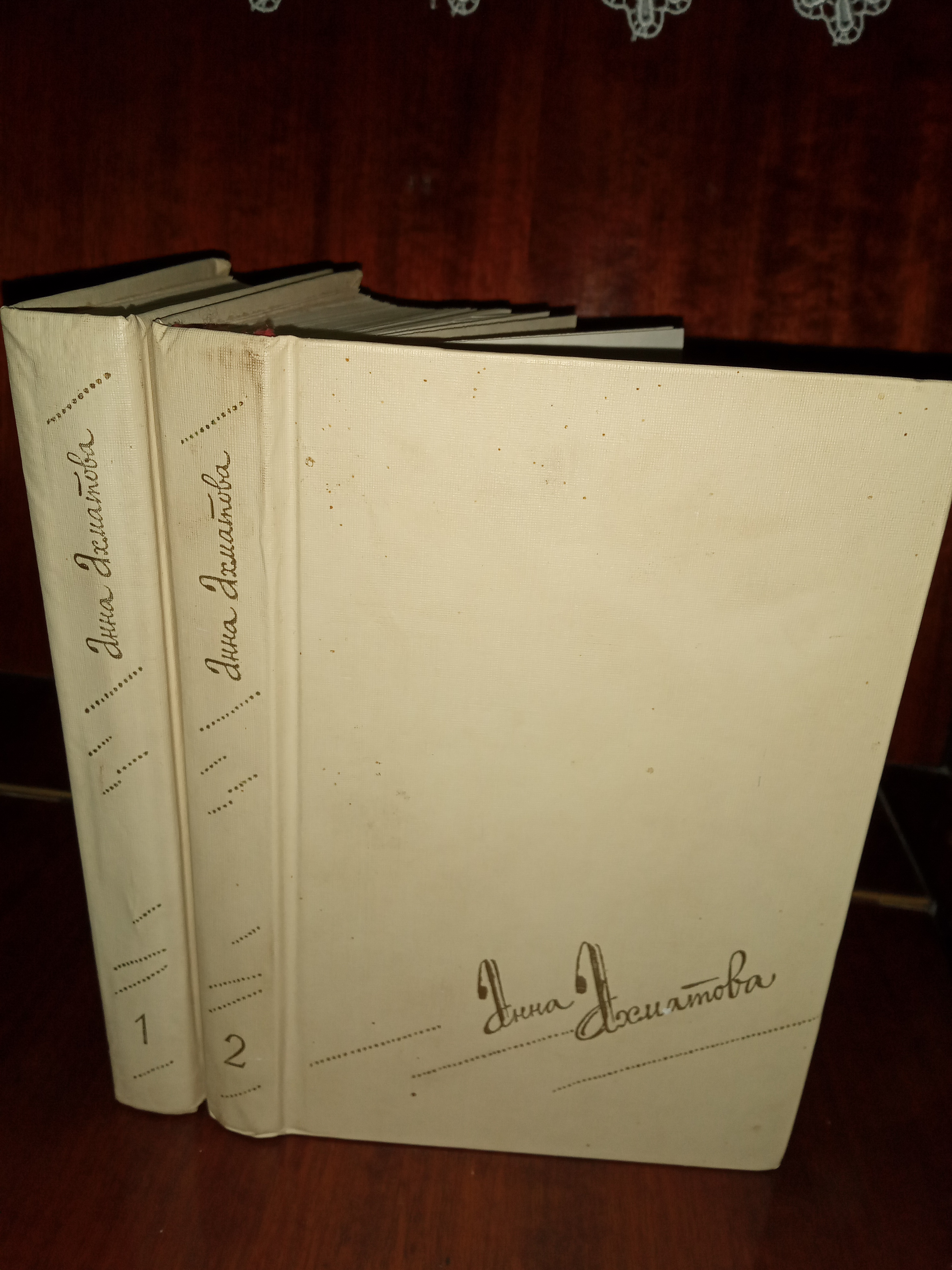
Сочинения в двух томах. Москва, Правда, 1990.

- Ахматова А. Избранное / Сост. и вступ. ст. Н. Банникова. — М.: Художественная литература, 1974.
- Ахматова А. Стихи и проза / Сост. Б. Г. Друян; вступ. статья Д. Т. Хренкова; подгот. текстов Э. Г. Герштейн и Б. Г. Друяна. — Л.: Лениздат, 1976. — 616 с.
- Ахматова А. Стихотворения и поэмы / Сост., подготовка текста и примечания В. М. Жирмунского. — Л.: Сов писатель, 1976. — 558 с. Тираж 40 000 экз. — (Библиотека поэта. Большая серия. Второе издание)
- Ахматова А. Стихотворения / Сост. и вступ. ст. Н. Банникова. — М.:: Сов. Россия, 1977. — 528 с. — (Поэтическая Россия)
- Ахматова А. Стихотворения и поэмы / Сост., вступ. ст., примеч. А. С. Крюкова. — Воронеж: Центрально-Чернозёмное книжное издательство, 1990. — 543 с.
- Ахматова А. Сочинения: В 2 тт. / Сост. и подготовка текста М. М. Кралина. Редактор Н. И. Скатов. — М.:: Правда, 1990. — 448 + 432 с.
- Ахматова А. Собрание сочинений: В 6 тт. / Сост. и подготовка текста Н. В. Королёвой. — М.:: Эллис Лак, 1998—2002.
- Ахматова А. Записные книжки. 1958—1966. — М. — Torino: Einaudi, 1996.

### В переводах на другие языки

#### Переводы на греческий язык
- Άννα Αχμάτοβα. Το ποίημα δίχως ήρωα [Анна Ахматова. Поэма без героя : пер. на греч. Д. Триантафиллидиса]. — Афины: Samizdat, 2017. — ISBN 978-618-5220-12-0
- Άννα Αχμάτοβα. Ελεγείες του Βορρά, Η αγριοτριανταφυλλιά ανθίζει, Τα ποιήματα του μεσονυχτίου [Анна Ахматова. Северные элегии, Шиповник растет, Полуночные стихи : пер. на греч. Д. Триантафиллидиса]. — Афины: Samizdat, 2017. — ISBN 978-6185220-01-3
- Άννα Αχμάτοβα. Τα μυστικά της τέχνης: Στην ακροθαλασσιά, Η αγριοτριανταφυλλιά ανθίζει, Στης γης τους δρόμους [Анна Ахматова. Три поэтических цикла: На берегу моря, Шиповник растёт, На путях всей земли : пер. на греч. Д. Триантафиллидиса]. — Афины: Samizdat, 2015. — 978-618-981042-1-1
- Άννα Αχμάτοβα. Anno Domini [Анна Ахматова. Anno Domini : пер. на греч. Д. Триантафиллидиса]. — Афины: Samizdat, 2014. — ISBN 978-618-81042-9-7
- Άννα Αχμάτοβα. Αγριόχορτο [Анна Ахматова. Тростник : пер. на греч. Д. Триантафиллидиса]. — Афины: Samizdat, 2014. — ISBN 978-618-81561-2-8
- Άννα Αχμάτοβα. Περιδέραιο [Анна Ахматова. Чётки : пер. на греч. Д. Триантафиллидиса]. — Афины: Filntisi, 2012. — ISBN 960-99677-7-8
- Άννα Αχμάτοβα. Ρέκβιεμ [Анна Ахматова. Реквием : пер. на греч. Д. Триантафиллидиса]. — Афины: Армос, 2007. — ISBN 978-960-527-424-5

## Музыкальные переложения стихов

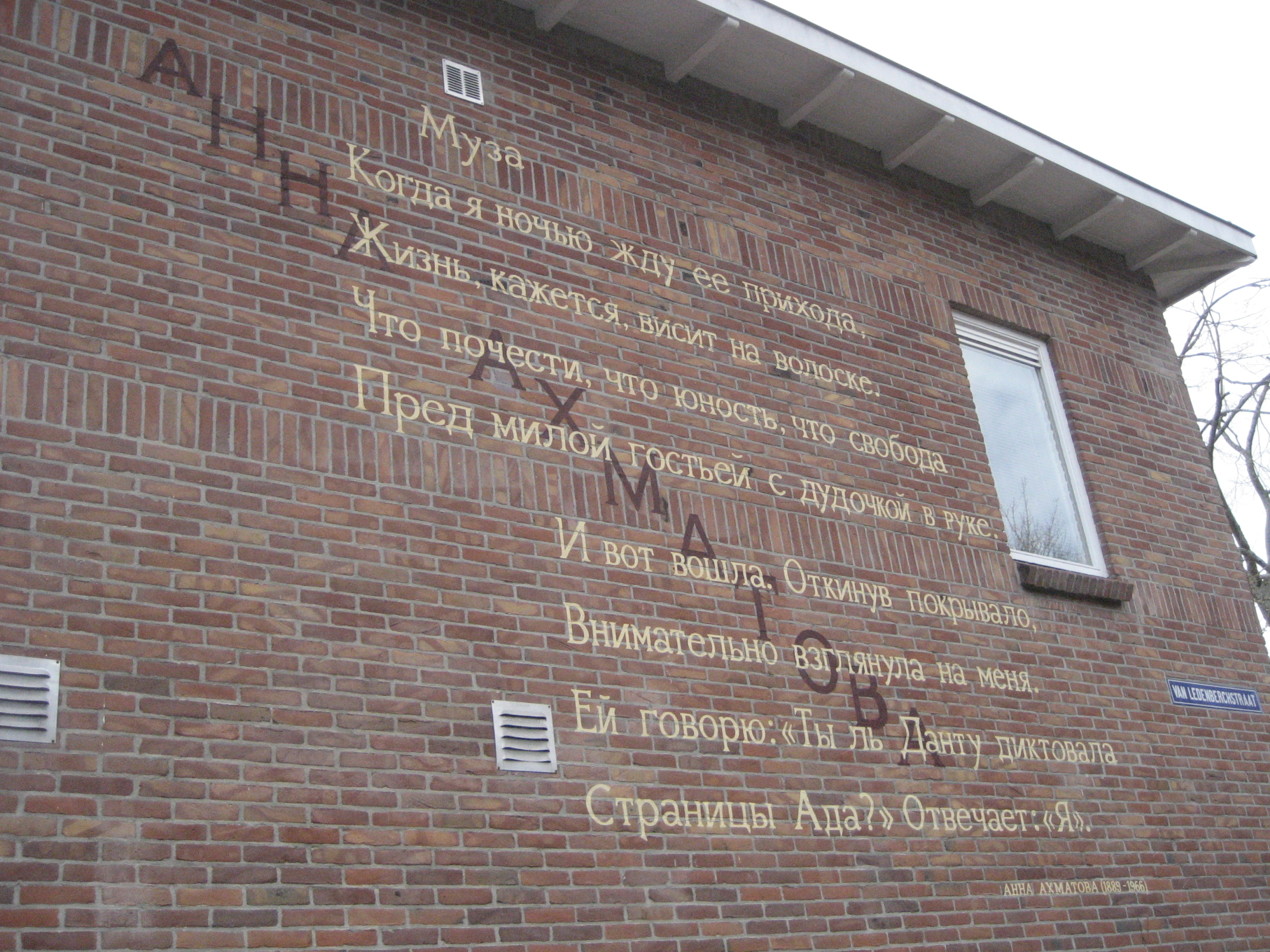
Стихотворение на стене одного из домов в Лейдене (Нидерланды)

- «Реквием» для сопрано, тенора и симфонического оркестра (ор. 35). Композитор — Борис Тищенко (1966)[97].
- «Akhmatova Requiem» для сопрано и бас-баритона. На тексты поэмы «Реквием» и православных песнопений. Композитор — сэр Джон Тавенер (1980).
- «Реквием» для симфонического оркестра, мужского хора и солистки. Композитор — Владимир Дашкевич, солистка — Елена Камбурова. Запись и первое исполнение состоялись в 1989 году.
- «Реквием» для сопрано, хора и оркестра. Композитор — Елена Фирсова, солистка — Клаудия Бараински, дирижёр — Василий Синайский. Первое исполнение состоялось в 2003 году[98].
- Балет-моно-опера в двух действиях «Анна» на стихи Ахматовой, музыка и либретто Елены Попляновой (2011)[99].
- Вокальный цикл А. Лурье «Чётки» (1914)[100].
- Вокальный цикл С. С. Прокофьева «Пять стихотворений А. Ахматовой», соч. 27 (1916): № 1 «Солнце комнату наполнило»; № 2 «Настоящую нежность…»; № 3 «Память о солнце…»; № 4 «Здравствуй!»; № 5 «Сероглазый король».
- Камерно-вокальный цикл С. М. Слонимского «Десять стихотворений А. Ахматовой» (1974)[101].
- Вокальный цикл М. М. Чистовой «Белый камень» (2003).
- Концертные программы «Реквием» и «Колдунья» (и концертный альбом «Колдунья») на стихи Ахматовой, композитор — Злата Раздолина, исполнитель — Нина Шацкая[102][103].
- Альбом «Полночные стихи. Песни и романсы на стихи А. Ахматовой», композитор и исполнитель — Татьяна Алёшина[104].
- Альбом «Трибьют Анне Ахматовой: „Я — голос ваш“»: 10 песен различных поп-исполнителей на стихи Ахматовой[105].
- Мини-альбом «Ты выдумал меня…» и песня «Я голос ваш», исполнитель — Consuelo[106].
- Песня «Приходи на меня посмотреть», композитор — Вадим Биберган, исполнитель — Елена Камбурова.
- Песни «Сероглазый король» и «Лучше б мне частушки задорно выкликать», композитор и исполнитель — Александр Вертинский.
- Песня «Смятение», композитор — Давид Тухманов, первый исполнитель — Людмила Барыкина (альбом «По волне моей памяти»).
- Песня «Не вернуть» на стихотворение «Вместо мудрости — опытность, пресное…», композитор — Давид Тухманов, исполнитель — Людмила Гурченко.
- Песня «Вальс одиночества» на стихотворения «И вот одна осталась я…», «Последний тост» и «Один идёт прямым путём…», композитор — Николай Сметанин, исполнитель — трио «Меридиан»[107].
- Песни «Виновник» (на основе стихотворений «Подражание корейскому» и «Ещё об этом лете») и «В ту ночь» (на стихотворение «В ту ночь мы сошли друг от друга с ума…»), композитор — Владимир Евзеров, исполнитель — Валерий Леонтьев.
- Песня «Бьётся сердце моё» на стихотворение «Вижу, вижу лунный лук…», композитор — Владимир Евзеров, исполнитель — Азиза.
- Песня «О, жизнь без завтрашнего дня», композитор — Алексей Рыбников, исполнитель — Диана Поленова (саундтрек фильма «Жизнь одна»).
- Песня «Путник милый», частично основанная на стихотворении «Путник милый, ты далече…», композитор — Светлана Сурганова, исполнитель — группа «Сурганова и оркестр».
- Песня «Я сошла с ума, о мальчик странный», композитор — Владимир Давыденко, исполнитель — Карина Габриэль (саундтрек телесериала «Капитанские дети»).
- Песня «Пастушок» на стихотворение «Над водой», композитор — Никита Андриянов, исполнитель — фолк-металл группа «Калевала».
- Песня «Дудочка» на стихотворение «Над водой», композитор — Вячеслав Малежик, исполнитель — этно-поп певица Варвара.
- Песни «Над водой» и «Сад», композитор — Андрей Виноградов, исполнитель — Андрей Виноградов и Галина Липина (альбом «Песни дриады»)[108].
- Песни «Венеция» и «Колыбельная», композитор — Антон Брежестовский, исполнитель — группа «Caprice» (альбом «Маскарад»).
- Песня «Черновики» на основе стихотворений «Я смертельна для тех, кто нежен и юн…» и «Снова со мной ты. О мальчик-игрушка!..», композитор и исполнитель — Линда.
- Песни «Заветная черта» (на стихотворение «Есть в близости людей заветная черта…») и «Все мы бражники…», композитор — Владимир Баскин, исполнитель — Юлия Асоргина.